# Lista de personagens de My Little Pony: A Amizade É Mágica

Cena de personagens do episódio 26 da quinta temporada da série.

Esta é a lista de personagens de My Little Pony: A Amizade É Mágica (na original My Little Pony: Friendship Is Magic), uma série animada de televisão baseada na linha de brinquedos My Little Pony, criada pela fabricante de brinquedos e empresa de multimídia americana Hasbro. A série apresenta personagens e cenários desenvolvidos por Lauren Faust, que procurou criar personagens mais profundos do que os ícones estereotipados "femininos" usados nas versões anteriores da franquia. A série estreou em 10 de outubro de 2010 nos Estados Unidos e foi concluída em 12 de outubro de 2019.
Os personagens foram geralmente bem recebidos por críticos de televisão e grupos de pais, e são citados como uma das razões pelas quais fãs mais velhos da série, chamados de "bronies", foram atraídos para a série. Os personagens de A Amizade É Mágica aparecem em várias mídias de franquia, incluindo uma série de quadrinhos, um jogo eletrônico My Little Pony de Gameloft, uma série de livros infantis, uma adaptação para o cinema e uma série de filmes spin-off intitulada My Little Pony: Equestria Girls, onde vários personagens de A Amizade É Mágica são reinventados como humanos em um ambiente escolar.

## Criação e concepção
Hasbro contratou inicialmente Faust para criar uma bíblia literal para a série permitindo que ela obtenha ajuda adicional com conceituação. Faust disse que estava "extremamente cética" em aceitar o emprego no começo porque sempre achou as séries baseados em brinquedos para meninas chatas e pouco relacionados. Ela ficou desapontada que o que pensava dos brinquedos da época não se parecesse com as séries de animação, nos quais os personagens, segundo ela, tinham "intermináveis festas de chá, riam de nada e derrotavam os vilões, compartilhando com eles ou chorando". Com a chance de trabalhar em My Little Pony, um de seus brinquedos favoritos da infância, esperava provar que "os desenhos animados para meninas não precisam ser uma poça de sumo, fofura, gracioso e certinha". Para fazer isso, ela incorporou muitos elementos da série, que estereótipos subvertidos de meninas, como personalidades diversas, falhas de personagens e transtorno de personalidades, a mensagem de que as amigas podem ser diferentes e entrar em discussões, mas ainda sejam amigas, a ideia de que as meninas não devem ser limitadas que os outros dizem que podem ou não podem fazer. Os elementos das personalidades dos personagens e as configurações da série foram baseados em sua própria imaginação infantil das aventuras dos pôneis, em parte inspirados nas séries animadas que seus irmãos assistiam, enquanto cresciam como Transformers e G.I. Joe. Faust ainda visava que os personagens fossem "relacionáveis", usando estereotipados "ícones de feminilidade" para ampliar o apelo dos personagens para o público feminino jovem.

## Elenco

### Elenco principal
| Voz original                                                               | Personagem                  | Temporadas | Temporadas | Temporadas | Temporadas | Temporadas | Temporadas | Temporadas | Temporadas | Temporadas | Filme     | Especiais         | Especiais        |
| Voz original                                                               | Personagem                  | 1ª         | 2ª         | 3ª         | 4ª         | 5ª         | 6ª         | 7ª         | 8ª         | 9ª         | Filme     | Especial de Natal | Especial de 2019 |
| Mane Six                                                                   | Mane Six                    | Mane Six   | Mane Six   | Mane Six   | Mane Six   | Mane Six   | Mane Six   | Mane Six   | Mane Six   | Mane Six   | Mane Six  | Mane Six          | Mane Six         |
| -------------------------------------------------------------------------- | --------------------------- | ---------- | ---------- | ---------- | ---------- | ---------- | ---------- | ---------- | ---------- | ---------- | --------- | ----------------- | ---------------- |
| Tara Strong e Rebecca Shoichet (cantando)                                  | "Princesa" Twilight Sparkle | Principal  | Principal  | Principal  | Principal  | Principal  | Principal  | Principal  | Principal  | Principal  | Principal | Principal         | Principal        |
| Andrea Libman e Shannon Chan-Kent (cantando)Nicole Manuele(com alisamento) | Pinkie Pie                  | Principal  | Principal  | Principal  | Principal  | Principal  | Principal  | Principal  | Principal  | Principal  | Principal | Principal         | Principal        |
| Ashleigh Ball                                                              | Rainbow Dash                | Principal  | Principal  | Principal  | Principal  | Principal  | Principal  | Principal  | Principal  | Principal  | Principal | Principal         | Principal        |
| Andrea Libman                                                              | Fluttershy                  | Principal  | Principal  | Principal  | Principal  | Principal  | Principal  | Principal  | Principal  | Principal  | Principal | Principal         | Principal        |
| Ashleigh Ball                                                              | Applejack                   | Principal  | Principal  | Principal  | Principal  | Principal  | Principal  | Principal  | Principal  | Principal  | Principal | Principal         | Principal        |
| Tabitha St. Germain e Kazumi Evans (cantando)                              | Rarity                      | Principal  | Principal  | Principal  | Principal  | Principal  | Principal  | Principal  | Principal  | Principal  | Principal | Principal         | Principal        |
| Outros                                                                     |                             |            |            |            |            |            |            |            |            |            |           |                   |                  |
| Cathy Weseluck                                                             | Spike                       | Principal  | Principal  | Principal  | Principal  | Principal  | Principal  | Principal  | Principal  | Principal  | Principal | Principal         | —                |

### Elenco recorrente
| Voz original                                                 | Personagem        | Temporadas   | Temporadas   | Temporadas   | Temporadas   | Temporadas   | Temporadas   | Temporadas   | Temporadas   | Temporadas   | Filme        | Especial de Natal |
| Voz original                                                 | Personagem        | 1ª           | 2ª           | 3ª           | 4ª           | 5ª           | 6ª           | 7ª           | 8ª           | 9ª           | Filme        | Especial de Natal |
| Família Real                                                 | Família Real      | Família Real | Família Real | Família Real | Família Real | Família Real | Família Real | Família Real | Família Real | Família Real | Família Real | Família Real      |
| ------------------------------------------------------------ | ----------------- | ------------ | ------------ | ------------ | ------------ | ------------ | ------------ | ------------ | ------------ | ------------ | ------------ | ----------------- |
| Nicole Oliver                                                | Princesa Celestia | Recorrente   | Recorrente   | Recorrente   | Recorrente   | Recorrente   | Recorrente   | Recorrente   | Recorrente   | Recorrente   | Recorrente   | —                 |
| Tabitha St. Germain                                          | Princesa Luna     | Recorrente   | Recorrente   | Recorrente   | Recorrente   | Recorrente   | Recorrente   | Recorrente   | Recorrente   | Recorrente   | Recorrente   | —                 |
| Britt McKillip                                               | Princesa Cadance  | —            | Recorrente   | Recorrente   | Recorrente   | Recorrente   | Recorrente   | Recorrente   | Recorrente   | Recorrente   | Recorrente   | Participação      |
| Andrew Francis                                               | Shining Armor     | —            | Recorrente   | Recorrente   | Recorrente   | Recorrente   | Recorrente   | Recorrente   | Recorrente   | Recorrente   | —            | Participação      |
| Tabitha St. Germain                                          | Flurry Heart      | —            | —            | —            | —            | Recorrente   | Recorrente   | Recorrente   | Recorrente   | Recorrente   | —            | Participação      |
| Cutie Mark Crusaders                                         |                   |              |              |              |              |              |              |              |              |              |              |                   |
| Michelle Creber                                              | Apple Bloom       | Recorrente   | Recorrente   | Recorrente   | Recorrente   | Recorrente   | Recorrente   | Recorrente   | Recorrente   | Recorrente   | Participação | Participação      |
| Madeleine Peters                                             | Scootaloo         | Recorrente   | Recorrente   | Recorrente   | Recorrente   | Recorrente   | Recorrente   | Recorrente   | Recorrente   | Recorrente   | Participação | Participação      |
| Claire Corlett e Michelle Creber (cantando até 3ª temporada) | Sweetie Belle     | Recorrente   | Recorrente   | Recorrente   | Recorrente   | Recorrente   | Recorrente   | Recorrente   | Recorrente   | Recorrente   | Participação | Participação      |
| Brynna Drummond                                              | Babs Seed         | —            | —            | Recorrente   | Recorrente   | Recorrente   | Recorrente   | Recorrente   | Recorrente   | —            | —            | —                 |
| Erin Mathews                                                 | Gabby             | —            | —            | —            | —            | Recorrente   | Recorrente   | Recorrente   | Recorrente   | Recorrente   | —            | —                 |
| Família Apple                                                |                   |              |              |              |              |              |              |              |              |              |              |                   |
| Tabitha St. Germain                                          | Vovó Smith        | Recorrente   | Recorrente   | Recorrente   | Recorrente   | Recorrente   | Recorrente   | Recorrente   | Recorrente   | Recorrente   | Participação | Participação      |
| Peter New                                                    | Big McIntosh      | Recorrente   | Recorrente   | Recorrente   | Recorrente   | Recorrente   | Recorrente   | Recorrente   | Recorrente   | Recorrente   | Participação | Participação      |
| Aliados                                                      |                   |              |              |              |              |              |              |              |              |              |              |                   |
| John de Lancie                                               | Discórdia         | —            | Recorrente   | Recorrente   | Recorrente   | Recorrente   | Recorrente   | Recorrente   | Recorrente   | Recorrente   | —            | Participação      |
| Kelly Sheridan                                               | Starlight Grimmer | —            | —            | —            | —            | Participação | Recorrente   | Recorrente   | Recorrente   | Recorrente   | Participação | Participação      |
| Young Six                                                    |                   |              |              |              |              |              |              |              |              |              |              |                   |
| Shannon Chan-Kent                                            | Smolder           | —            | —            | —            | —            | —            | —            | —            | Recorrente   | Recorrente   | —            | Participação      |
| Devyn Dalton                                                 | Ocellus           | —            | —            | —            | —            | —            | —            | —            | Recorrente   | Recorrente   | —            | Participação      |
| Lauren Jackson                                               | Silverstream      | —            | —            | —            | —            | —            | —            | —            | Recorrente   | Recorrente   | —            | Participação      |
| Katrina Salisbury                                            | Yona              | —            | —            | —            | —            | —            | —            | —            | Recorrente   | Recorrente   | —            | Participação      |
| Gavin Langelo                                                | Gallus            | —            | —            | —            | —            | —            | —            | —            | Recorrente   | Recorrente   | —            | Participação      |
| Vincent Tong                                                 | Sandbar           | —            | —            | —            | —            | —            | —            | —            | Recorrente   | Recorrente   | —            | Participação      |

## Personagens principais

### Mane Six
My Little Pony: A Amizade É Mágica centra-se em seis personagens centrais, também identificados como Mane Six, um grupo de amigas que são reunidos pelos "Elementos da Harmonia", um conjunto de seis joias místicas e uma "força imparável do bem" usado para defender Equestria contra ameaças poderosas. Um sétimo personagem principal, Spike, atua como um amigo para as Mane Six em termos de personalidade
Cada personagem pônei foi projetado para representar um elemento diferente e aspecto positivo da amizade—honestidade (Applejack), bondade (Fluttershy), alegria (Pinkie Pie), generosidade (Rarity) e lealdade (Rainbow Dash)—que se juntam para formar o sexto elemento da "magia" (Twilight Sparkle). 

#### Twilight Sparkle
Voz original: Tara Strong e Rebecca Shoichet (cantando)
A pequena Twilight é um pônei unicórnio de cor lilás. Está sempre disposta a ajudar suas amigas e adora livros de magia. Também tem a capacidade de realizar grandes feitiços.
A Princesa Twilight Sparkle é a personagem central da série, baseado no brinquedo da primeira geração ou "G1" de um unicórnio Twilight. Sua cutie mark, uma estrela de seis pontas, representa seu talento para a magia e seu amor por livros e conhecimento, e as cinco estrelas menores indicam que seu destino está entrelaçado com suas amigas. Ela é retratada nas primeiras três temporadas da série como uma unicórnio de cor lilás com uma crina azul clara e como alicórnio após o final da terceira temporada "A Cura do Mistério Mágico". Ela lidera as Mane Six durante suas aventuras e ajuda a resolver as diferenças de suas amigas.
Ela é representada pelo Elemento da Magia. O traço de caráter mais marcante de Twilight é sua humildade. Ela é uma estudante inteligente e respeitosa, sábia para sua idade, com um amor ávido por aprendizado e descoberta cientistas. Suas habilidades em magia rivalizam com as de Star Swirl, o Barbudo, tendo dominado vários feitiços avançados, como levitação, teletransporte e a criação de campos de força antes de sua ascensão a alicórnio. Ela também é propensa a crises nervosas quando confrontada com problemas difíceis ou coisas além de sua compreensão, embora ela tenha gradualmente superado esse hábito na última temporada.
Twilight começa a história como aluna protegida da Princesa Celestia, que lhe encarrega de estudar as propriedades mágicas da amizade em Ponyville e relatar suas descobertas. Twilight se ressente de sua atribuição a estreia de dois partidos da série, devido a sua obsessão por livros, mas vem a formar forte de amizades com o resto das Mane Six, que ela percebe ser a chave para aproveitar os Elementos da Harmonia. Ela mora com seu assistente Spike e sua coruja de estimação chamada Owlowiscious (pronuncia-se "Aloysius") na Biblioteca Carvalho Dourado de Ponyville, onde ela também é bibliotecária da cidade. Seu aprendizado pela Celestia termina no final da terceira temporada "A Cura do Mistério Mágico", quando ela inverte um antigo feitiço criando nova magica de alicornio, baseada em seus estudos de amizade, se transforma em um alicórnio e é coroada uma princesa. Assumindo o título de "Princesa da Amizade", Twilight torna-se responsável por espalhar a amizade entre Equestria no Castelo da Amizade, castelo magico que substitui a biblioteca após a sua destruição no final da quarta temporada "O Reino da Twilight". Na oitava temporada, Twilight dirige a Escola da Amizade para ensinar outras criaturas sobre os benefícios da amizade e nomeia suas amigas como professoras. Na nona temporada, Twilight se prepara para se tornar o novo governante de Equestria antes da aposentadoria da Princesa Celestia e da Princesa Luna. No final da série "The Last Problem", Twilight é coroada a nova governante de Equestria e estabelece o Conselho de Amizade para manter seu relacionamento com suas amigas ao longo dos anos.
Twilight também aparece como personagem principal nos dois primeiros filmes da franquia My Little Pony: Equestria Girls, em que ela viaja para o mundo humano, faz amizade com os humanos de suas amigas e reforma Sunset Shimmer, eventualmente se tornando sua professora e conselheira.
Aspectos e formas
- Twilight Sparkle (Sci-Twi) é a contraparte humana da Princesa Twilight e uma estudante da Canterlot High School. O design do Twilight Humana difere ligeiramente de seu equivalente pônei: ela usa óculos pretos grossos, seu cabelo está preso em um coque, e a mecha rosa de seu cabelo é mais larga do que a crina rosa do pônei Twilight. Como sua contraparte pônei, Twilight Humana é educado e exibe resolução lógica de problemas, ela pulou duas séries na escola primária e é a aluna mais jovem de sua escola. Ela tem um grande interesse em conhecimento e ciência, sendo capaz de criar intrincados dispositivos científicos e resolver complexas equações matemáticas, e seu intelecto rivaliza com o de Sunset Shimmer. Ao contrário de sua contraparte pônei, a Twilight Humana é uma "flor da parede", agindo muito nervosa e tímida perto dos outros, especialmente os alunos tensos na Crystal High School.

Sua malvada alter-ego, Midnight Sparkle, aparece por primeira vez em Jogos da Amizade; a assombra em seus pesadelos e lhe causa forte ansiedade em A Lenda do Everfree. No entanto, com a ajuda de seus amigos, ela pode superar seu medo de Midnight Sparkle e controlar sua magia quando ela é uma híbrida, ela também recebe asas de princesa como ela, mas quando se torna um pônei, ela é apenas um unicórnio.

#### Spike
Voz original: Cathy Weseluck
Spike é um dragão bebê roxo com espinhos verdes, baseado nos personagens de "G1" e "G3" com o mesmo nome. Spike ficou órfão como um ovo e nascida pela uma jovem Twilight Sparkle como parte de seu vestibular para a academia de Celestia; ele é criado entre a família de Twilight como seu irmão mais novo adotivo. Spike cumpre o papel de "assistente número um" de Twilight, ao qual ele é nomeado por sua lealdade e habilidade em ajudar Twilight a resolver problemas e aprender lições. Ele também é descrito como apaixonado por Rarity, um apetite insaciável por pedras preciosas e a capacidade de enviar cartas através de seu sopro ardente de dragão. Ele ganhou asas no episódio da oitava temporada "A Muda". O autor Begin chama Spike de florete para as Mane Six em termos de personalidade, tamanho e forma que "oferece muitas oportunidades para explorar essa diferença nas histórias". Ele adota um recém-nascido fênix chamado Peewee em "A Busca do Dragão" e devolveu Peewee à sua família em "Só com Companheiros Inseparáveis".
Faust imaginou o personagem como "o garotinho sensível que tem muitas irmãs e parece se dar bem melhor com as meninas". No papel de Spike como um dragão que vive entre pôneis, Meghan McCarthy diz: "Ele está tentando descobrir quem ele é. O que além de ser assistente de Twilight, é o papel dele neste mundo? Eu acho que ele realmente reflete como todos se sentem em algum momento de sua vida".

#### Applejack
Voz original: Ashleigh Ball
Applejack cresceu trabalhando na fazenda de maçãs de sua família, e talvez por isso, seja a amiga mais racional e responsável de Twiligh Sparkle.
Applejack é uma pônei terrestre bege alaranjado e de crina loira baseado na personagem do mesmo nome da "G1". Ela representa o Elemento da Honestidade. Sua cutie mark representa seu talento para a agricultura e o amor por sua família. Ela é caracterizada como uma "garota da fazenda" que ostenta um chapéu de cowboy com um laço e fala com um sotaque caipira. Trabalha como fazendeira de maçãs no pomar no Rancho Maçã Doce em Ponyville, usando sua força para "arrancar" maçãs das árvores. Ela mora com sua Avó Smith, o irmão mais velho Big McIntosh, a irmã mais nova Apple Bloom e a cadela Border collie de estimação Winona. Segundo Faust, os pais de Applejack - Bright Mac e Pear Butter, vistos pela primeira vez em "A Pêra Perfeita" - são falecidos. Applejack é honesta, confiável, responsável e o mais "pé no chão" das Mane Six; ser uma amiga bem ajustada, razoável, otimista e com bom senso. Ela também está "ansiosa demais para agradar" e tem uma veia teimosa, com vários episódios focados em sua interação com os Irmãos Flim e Flam, que exploram sua vulnerabilidade, ou com o foco em assumir uma "tarefa hercúlea".
A autora Begin diz que sua marca fofa com tema de maçã "não apenas representa seu nome, mas também é um símbolo da simplicidade caseira encontrada em uma fruta clássica e comum". Quando questionado se Applejack e Rainbow Dash estavam romanticamente envolvidos no futuro cenário "The Last Trouble", o supervisor da série Jim Miller respondeu: "Cabe ao espectador individual decidir o que esses dois significam um para o outro."

#### Fluttershy
Voz original: Andrea Libman
Fluttershy é doce, amorosa e muito tímida. Sua crina é cor de rosa e seu corpo, amarelo.
Fluttershy é uma pônei pégaso amarela e de crina lisa e rosa baseado no pônei terrestre Posey da "G1". Ela representa o Elemento da Bondade. Sua cutie mark representa seu amor da natureza e talento como cuidador de animais. Fiel ao seu nome, ela é "definida por sua doçura tímida; voz suave e sussurrante; e natureza terna e estimulante", segundo o diretor Jim Miller. Ela possui uma afinidade única pelos animais que lhe permite se comunicar com eles. Ela mora em uma cabana isolada em Ponyville, onde se importa com criaturas da floresta, como seu coelho de estimação "conivente e voluntarioso" Angel Bunny. Em muitos episódios, Fluttershy exibe uma personalidade autorizada que surge sempre que um amigo ou animal é prejudicado, em contraste com seu eu normalmente medroso e submisso. Sua habilidade mais proeminente, "Olhar Fixamente", faz com que qualquer criatura que encontre seu olhar se torne "impotente e movida à mansidão" enquanto estiver em vigor.
Faust gostou de escrever para Fluttershy a maioria dos personagens do show por causa de suas lutas "identificáveis" com o medo, que Faust diz que traz potencial "não apenas para uma ótima narrativa, mas [também] para um grande cinema". Quando questionado se Fluttershy e Discórdia estavam romanticamente envolvidos no futuro cenário "The Last Problem", Jim Miller respondeu que estava "aberto a interpretações".

#### Rainbow Dash
Voz original: Ashleigh Ball
Rainbow Dash é uma pônei alada com uma incrível crina de cores do arco-íris. Também é uma grande aventureira e adora viajar por terras desconhecidas.
Rainbow Dash (Dashie) é uma pônei pégaso azul celeste e de crinas arco-íris baseado no brinquedo Firefly da "G1" e compartilha seu nome com o pônei terrestre da "G3". Ela representada pelo Elemento da Lealdade. Sua cutie mark representa sua preparação atlética e obsessão com velocidade e aventura. Seu objetivo no início da série é unir seus heróis, a equipe acrobática de elite Wonderbolts, que ela realiza em "Novata Dash". Ela ajuda outros pégasos a gerenciar o clima em Ponyville e passa seu tempo praticando manobras de vôo como o "Arco-Íris Supersônico" (Sonic Rainboom na original), um estrondo sônico em tons de arco-íris; é mostrado em "As Crônicas da Marcas" quando potra Rainbow Dash usa seu primeiro Arco-Íris Supersônico causando uma cadeia de eventos que produziu as cutie marks das Mane Six. Ela mora com uma tartaruga de estimação equipado com hélice chamado Tank em um flutuante condomínio de nuvens chamado Cloudominium, o que é visto com moderação na série porque ela "não fica parada por muito tempo", segundo o diretor Jim Miller.
Faust lutou para encontrar um visual adequado para o Elemento de Harmonia de Rainbow Dash, vendo o personagem como "egocêntrico e irresponsável". Ela acabou optando pelo Elemento de Lealdade porque ele "trouxe à tona os traços positivos [de Rainbow Dash]". Quando questionado se Applejack e Rainbow Dash estavam romanticamente envolvidos no futuro cenário "The Last Problem", o supervisor da série Jim Miller respondeu: "Cabe ao espectador individual decidir o que esses dois significam um para o outro."

#### Pinkie Pie
Voz original: Andrea Libman, Shannon Chan-Kent (cantando)
Pinkie Pie é a pônei mais alegre e animada da turma. Está sempre saltando e cantando pelas ruas de Equestria em busca de atividades divertidas.
Pinkie com alisamento(Nicole Manuele)
Pinkie Pie (nome completo de Pinkamena Diane Pie), é uma pônei terrestre rosa de crina ondulada e rosada baseado no brinquedo "G3" do mesmo nome. Seu personagem, que Thiessen resumiu como "uma corrida frenética de açúcar", foi inspirado no pégaso Surprise na "G1". Ela é representada pelo Elemento da Alegria. Ela é uma planejadora de festa em Esquina do Torrão de Açúcar, uma padaria e confeitaria em Ponyville que lembra uma casa de gengibre, onde ela também mantém um bebê sem dentes jacaré chamado Gummy. Um personagem cômico que foi criado em uma "fazenda de rocha", Pinkie é alegre, enérgica e faladora. Ela é definida por seu desejo de entreter seus amigos jogando festas aleatoriamente e agindo de forma bem alegre e divertida. mas ela tem medo de ser rejeitada por outros e ficar sozinha. Pinkie é uma fonte de grande humor por parte da série e várias das piadas malucas da série são mantidas exclusivas para ela. Suas mordidas incluem quebrar a quarta parede e aparecer de repente em lugares inesperados, bem como a capacidade de prever eventos futuros através de várias reações corporais, que ela chama de "Sentido Pinkie". Embora Pinkie pareça ser a ingênua festeira do grupo, ela também exibe uma habilidade admirável em ciência e engenharia. Em "A Praga do Século", ele concebeu uma solução técnica para os problemas de infestação de Ponyville em um cenário onde a magia falhou, e construiu uma máquina voadora para acompanhar Rainbow Dash no episódio "A Rainha das Brincadeiras". Na série, dependendo do episódio ou da cena, as amigas de Pinkie se alternam entre detestar e desfrutar de sua companhia, ambos a ignoram quando ela tenta falar com elas, mas fazendo coisas com ela, como pregar peças ou jogar pinetebol.
Nos primeiros episódios, Faust trabalhou para retratar Pinkie como um pônei livre" para abordar as preocupações da personagem de ser visto como "hiperativa" e "ditzy". À medida que a equipe criativa se sentia mais à vontade com o caráter e o humor da Pinkie, ela se tornava "realmente exagerada e cheia de loucura, com uma mágica maluca de desenho animado." Ao longo do programa, dependendo do episódio ou cena, os amigos de Pinkie alternam entre não gostar dela e desfrutar de sua companhia, ambos ignorando-a quando ela tenta conversar com eles, mas fazendo coisas com ela como fazer piadas ou jogar bola. Seu aniversário é no dia 3 de Maio. No cenário futuro de "The Last Problem", é mostrado que Pinkie é casada com Cheese Sandwich e tem um filho chamado Li'l Cheese.

#### Rarity
Voz original: Tabitha St. Germain e Kazumi Evans (cantando)
Rarity é uma pônei unicórnio de grande beleza, pelagem brilhante e cachos de cor violeta. É uma amiga prestativa e encantadora.
Rarity é uma pônei unicórnio branca glamorosa e de crina violeta baseado na pônei Glory e Sparkler de "G1" e possui seu nome na pônei da "G3". Ela representa o Elemento da Generosidade. Sua cutie mark representa seu talento na prospecção de pedras preciosas e seu amor pela arte e beleza. Ela é uma fashionista e uma mulher de negócios que fala com sotaque meso-atlântico e administra uma franquia das principais lojas de marca em toda a Equestria; ela opera um salão de alta-costura em Ponyville chamado Botique Carrosel, abriu mais duas lojas, em Canterlot, no episódio "A Boutique de Canterlot" e em Manehattan, na sexta temporada. Apesar de suas tendências vãs e melodramáticas, ela tem um espírito generoso e se esforça para criar vestidos que capturem a beleza interior de seus usuários. Mora com sua irmã mais nova Sweetie Belle em toma conta dela quando seus pais estão fora e possui uma gata persa de estimação chamada Opalência.
A ideia original de Faust para o Elemento de Harmonia de Rarity era "inspiração", mas foi mudada para "generosidade" depois que a equipe de produção considerou a primeira como "muito atenciosa, especialmente para crianças". Faust ficou satisfeito com a mudança, dizendo que "realmente ajudou a afastar [Rarity] do estereótipo e detestável recém-chegado". Ela cita Audrey Hepburn como sua maior influência em Rarity, e também diz que a performance histriônica de Tabitha St. Germain "acrescentou humor a Rarity que foi inesperado e maravilhoso".

## Personagens secundários

### Família Real
A família real são os pôneis de mais alto nível na nação equestre. O livro de romance Twilight Sparkle and the Crystal Heart Spell estabelecem que as Princesas Alicórnios são "uma raça especial de pônei capaz de aproveitar os poderes mágicos dos unicórnios, as habilidades de voos dos pégasos e a força de um bom e verdadeiro coração dos pôneis terrestres". Faust afirma que Celestia "encarna os traços de todos os três [tipos de pôneis]".

#### Princesa Celestia
Voz original: Nicole Oliver
A Princesa Celestia é uma alicórnio branco com uma crina e cauda fluida, multicolorida usando uma coroa, um colar e sapatos de ouro, baseado no unicórnio Majesty de "G1";, e o benevolente governante de Equestria. Conforme detalhado no Diário das Duas Irmãs, Celestia é a mais velha das duas irmãs reais, a monarca equestre de vida mais longa e com maior reinado–mais antiga do que alguém ousaria adivinhar–atuando como governante chefe da Equestria por mais de mil anos, ao envelhecimento atemporal dos alicórnios. Além disso, ela é responsável por levantar e abaixar o Sol, trabalhando em conjunto com sua irmã Luna para garantir um ciclo noturno e diurno. Ela é talvez a criatura mais amada do mundo, sendo uma firme defensora da paz, bondade e cooperação internacional. Muito pouco do seu passado antes que a vitória de Celestia sobre a Discórdia seja conhecida, exceto que ela e Luna descobriram os Elementos da Harmonia. Com esses artefatos e seus portadores, a Princesa Celestia garantiu uma paz relativa e milenar para uma nação. O estado de Celestia como um alicórnio é visto como um símbolo de harmonia entre unicórnios, pégasos e pôneis terrestres. Ela é responsável por levantar magicamente o Sol todos os dias de seu castelo em Canterlot e abaixá-lo para dar lugar à noite; ela também atua como mentora e como descrito por Faust, "uma mãe substituto" de Twilight Sparkle, guiando-a nas três primeiras temporadas para seu destino final como princesa de Equestria. Ela é dona de uma fênix de estimação travessa chamada Filomena, que parece ser um "velho pássaro gritando" antes de explodir em chamas e se renovar. Ela é branca, possui uma crina longa com toques azuis e violeta Celestia é geralmente muito gentil, paciente e entendida, e faz os desejos de seus súditos. Durante a nona temporada, Celestia e Luna começam a se preparar para se retirar do governo de Equestria e para que Twilight tome seu lugar. No final da série "The Last Problem, depois que Twilight foi coroado o novo governante de Equestria, Celestia e Luna se retiraram para Silver Shoals.
O conceito original de Faust para Celestia era mais uma rainha do que uma princesa, mas ela foi transformada em princesa porque Hasbro pensava que "as meninas assumem que as rainhas são más [...] e as princesas são boas" e que "a juventude percebida de uma princesa é preferível aos consumidores".

#### Princesa Luna
Voz original: Tabitha St. Germain, Cantora original: Kazumi Evans ("Twilight's Kingdom") e Aloma Steele ("A Hearth's Warming Tail" até adiante)
A Princesa Luna é uma alicórnio azul escuro e cintilantes com bordas transparentes, e a irmã mais nova da Princesa Celestia, projetada e desenvolvida por Lynne Naylor. Sua cutie mark representa uma meia-lua sobre a noite tendo inclusive um colar com uma estampa da sua marca, sapatos de prata, e uma coroa negra feita com diamantes negros! Ela atua como co-governante da Equestria ao lado de Celestia, usando sua mágica para manter a Lua e proteger os sonhos de seus súditos durante a noite. Luna é introduzida no piloto da série como Nightmare Moon (Noite do Pesadelo), uma égua negra malévola que foi transformada por amargura e ciúmes em relação à irmã; como exposto na série cômica, seu alter-ego é uma criação das Nightmare Forces, um miasma lunar escura que aproveita as inseguranças de Luna para convencê-la a se tornar sua anfitriã. Banido para a Lua por Celestia no passado da série, Nightmare Moon retorna de um exílio de mil anos para criar a noite eterna. As Mane Six usam os Elementos da Harmonia para purificar e reformar Luna, que se reconcilia com sua irmã e retoma seus deveres reais. Vários episódios retratam a "dificuldade de viver na sombra da irmã mais velha", como adaptar-se aos costumes equestres modernos e reparar sua imagem pública. Fora da série de televisão, Luna possui um gambá de estimação chamado Tibério, que aparece em vários quadrinhos e capítulos de livro.
Vários episódios descrevem a "dificuldade de Luna viver na sombra de sua irmã mais velha", ajustando-se aos costumes equestres modernos e consertando sua imagem pública.

#### Shining Armor, Princesa Cadance e Flurry Heart
Voz original: Andrew Francis (Shining Armor), Britt McKillip (Princesa Cadance) e Tabitha St. Germain (Flurry Heart)
Shining Armor é um unicórnio e guarda real do Castelo de Canterlot, e é irmão de Twilight Sparkle e casado com Princesa Cadance. Ele apareceu, pela primeira vez nas partes da segunda temporada, "Casamento em Canterlot". Twilight tem um relacionamento próximo com Shining Armor, e até o apelida de "Melho Irmão e Melhor Amigo para Sempre" (B.B.B.F.F.). Princesa Cadance (nome completo de Princesa Mi Amore Cadenza), é uma alicórnio e esposa de Shining Armor, e cunhada e babá de Twilight. Com Cadance, porque ela foi a melhor babá que ele já teve, que estreou no final de duas partes da segunda temporada, "Casamento em Canterlot". Há uma suspeita de que ela é sobrinha da Princesa Celestia, e o capítulo do livro "Twilight Sparkle e o Coração de Cristal" especifica que ela nasceu como uma Pégaso, e mais tarde, Celestia a adotou como sobrinha, se tornando uma alicórnio. Como ela era pégaso, ela não sabia que seria princesa. Existe uma outra suspeita de que ela pode ser uma sobrinha distante da Princesa Amore. Mais tarde na terceira temporada, Shining Armor e Cadance se tornaram os novos governantes do Império do Cristal para espalhar esperança e amor em Equestria. Na sexta temporada, Cadance dá à luz a sua filha, Flurry Heart. Flurry Heart é uma bebê alicórnio, aparece no primeiro episódio da sexta temporada "O Cristralismo/A Cristalização - Parte 1". A bebê é filha da Princesa Cadance e do Shining Armor, sobrinha da Twilight Sparkle. Celestia e Luna afirmaram que "o nascimento de um alicórnio é algo que Equestria nunca viu" e que estava "ainda além da compreensão delas". Este bebê têm uma força mágica muito forte de qualquer outro bebê unicórnio de Equestria e pode cristalizar como outros pôneis de cristal. No futuro próximo vai ser princesa, assim como sua mãe.

### Cutie Mark Crusaders
Cutie Mark Crusaders (Descobridoras da Marca, ou Pretendentes da Bela Marca), são um clube de trio de potros ligados por seu desejo de ganhar sua "cutie marks", símbolos que aparecem no flanco de um pônei quando descobrem seus talentos especiais na vida. O grupo consiste em Apple Bloom, Applejack e a irmã mais nova de Big McIntosh, Sweetie Belle, irmã mais nova de Rarity, e Scootaloo, uma potranca pégaso que é incapaz de voar e idolatra Rainbow Dash. Depois que as potras se conheceram e se tornaram amigas no décimo segundo episódio da primeira temporada, "Em Busca da Marca Especial", elas partiram em aventuras enquanto tentavam descobrir seus talentos especiais e ganhar suas cutie marks. Eles são retratados como figuras mais novas das irmãs do elenco principal, exceto Scootaloo. Vários episódios da série se concentram nas desventuras dos cruzados na tentativa de obter suas marcas "das maneiras mais heterodoxas e às vezes menos produtivas". Este objetivo é alcançado em "Cruzadas da Cutie Mark", onde os membros obtêm cutie marks com temas semelhantes quando reconhecem seu verdadeiro objetivo na vida, ajudar outros pôneis a descobrir ou interpretar suas próprias cutie marks. No décimo segundo episódio da oitava temporada, "Marcas por Esforço", eles começam a orientar e ensinar os alunos da Escola da Amizade.
- Apple Bloom (Voz original: Michelle Creber), é a irmã mais nova de Applejack e Big Mac e neta da Vovó Smith, sendo uma pônei terrestre amarela de crina vermelha e que usa um grande laço rosa na cabeça. É frequentemente tratada por Applejack como uma simples garotinha indefesa. Suas melhores amigas são Sweetie Belle e Scootaloo, que juntas formam o grupo "Pretendentes da Bela Marca", para descobrir a marca especial uma da outra.[32] Apple Bloom tem mais uma melhor amiga, a Babs Seed (sua prima), que forma o Grupo das ''Pretendentes da Bela Marca'' em sua cidade, Manehattan. Apple Bloom, após ela e sua amigas ajudarem Diamond Tiara, recebe sua marca especial, que tem a forma de um escudo listrado com um coração dentro de uma maçã.
- Sweetie Belle (Voz original: Claire Corlett, Cantora original: Michelle Creber), é uma unicórnio branca com crina rosa e roxo bem clara, irmã mais nova da Rarity. Ela demonstra um talento para cantar e compor canções, mas não o percebe. Algumas vezes ela chega a se desentender com sua irmã chegando até a brigar, porém sempre se reconciliou com sua irmã. Também conseguiu sua marca especial, também de um escudo, porém com uma nota musical no interior de uma estrela.
- Scootaloo (Voz original: Madeleine Peters), é uma pônei pégaso laranja de crina roxa. É uma grande admiradora da Rainbow Dash, e tenta impressioná-la. Apesar de ser um pégaso ela não consegue voar, pois demonstra não ter controle de suas asas. Gosta de fazer manobras em sua scooter e pilotá-la em alta velocidade. Ela conseguiu sua marca especial, também um escudo, mas com um raio dentro de uma asa. Scootaloo vive com sua tia Holiday (Voz original: Jackie Blackmore), uma pônei terrestre, e tia Lofty (Voz original: Saffron Henderson), uma pégaso, enquanto seus pais, Snap Shutter (Voz original: Bill Newton), seu pai pônei terrestre e irmão mais novo da tia Holiday e Mane Allgood (Voz original: Emily Tennant), sua mãe pégaso, são aventureiros que viajam pelo mundo e estudam plantas e criaturas exóticas para o avanço da ciência e da medicina.

#### Membros honorários
Além do trio principal, existem outros que são aceitos no Cutie Mark Crusaders ao longo da série:
- Babs Seed (Voz original: Bryanna Drummond), é a prima da Apple Bloom que mora em Manehattan. Ela apareceu durante o episódio "Uma Maçã Ruim" onde ela vai passar uns dias no Rancho Maçã Doce procurando fugir do valentanismo (bullying) de sua cidade por não ter uma marca, porém ela passa a agir com valentanismo diante de Apple Bloom e suas amigas as desprezando junto de Diamond Tiara e Silver Spoon se tornando assim a vilã do episódio, tudo isso por medo e por querer se proteger, mostrando ser uma grande egoísta. Porém no final depois de um desentendimento ela se torna amiga das Pretendentes da Bela Marca e passa a fazer parte do grupo. Posteriormente recebe sua marca especial, que é uma tesoura com o cabo lembra uma maçã.
- Gabby (Voz original: Erin Mathews), é uma grifo amigável e entusiasta apareceu na sexta temporada da série. Introduzido como um pária social da cidade grifo de Griffonstone, ela se junta aos Crusaders no final de seu episódio de estreia, "A Falha nas Nossas Cutie Marks", após suas tentativas fracassadas de obter sua própria Cutie Marks. Ela retorna no décimo nono episódio da nona temporada, "Dragon Dropped", quando é mostrado que ela se tornou amiga de Spike.

### Amigos e aliados

#### Discórdia
Voz original: John de Lancie

Discórdia, um personagem antagonista reformado.

Discórdia é um draconequus (uma criatura parecida com um dragão com diferentes partes do corpo animal) e o espírito do caos e da desarmonia. Ele apareceu pela primeira vez na estreia de duas partes da segunda temporada, "Retorno à Harmonia". Princesa Celestia e Princesa Luna se opuseram a ele no passado por atormentar pôneis com seus poderes de desvio da realidade. E da mesma forma confronta Twilight e seus amigos durante a estréia, ambas as vezes os pôneis usam os Elementos de Harmonia para transformá-lo em pedra. No décimo episódio da terceira temporada, "Mantenha a Calma e Continue Batendo as Asas", Discórdia é libertado mais uma vez de sua prisão de pedra por Twilight e suas amigas sob as ordens da Princesa Celestia para reformá-lo. Ele tem sucesso depois que Fluttershy se torna amigo dele. Depois disso, ele aparece em episódios posteriores como um aliado relutante. Twilight e suas amigas, ocasionalmente ainda causando travessuras enquanto ele luta para se tornar o melhor amigo deles. Quando questionado se Fluttershy e Discórdia estavam romanticamente envolvidos no cenário futuro de "The Last Problem", Jim Miller respondeu que estava "aberto a interpretação".

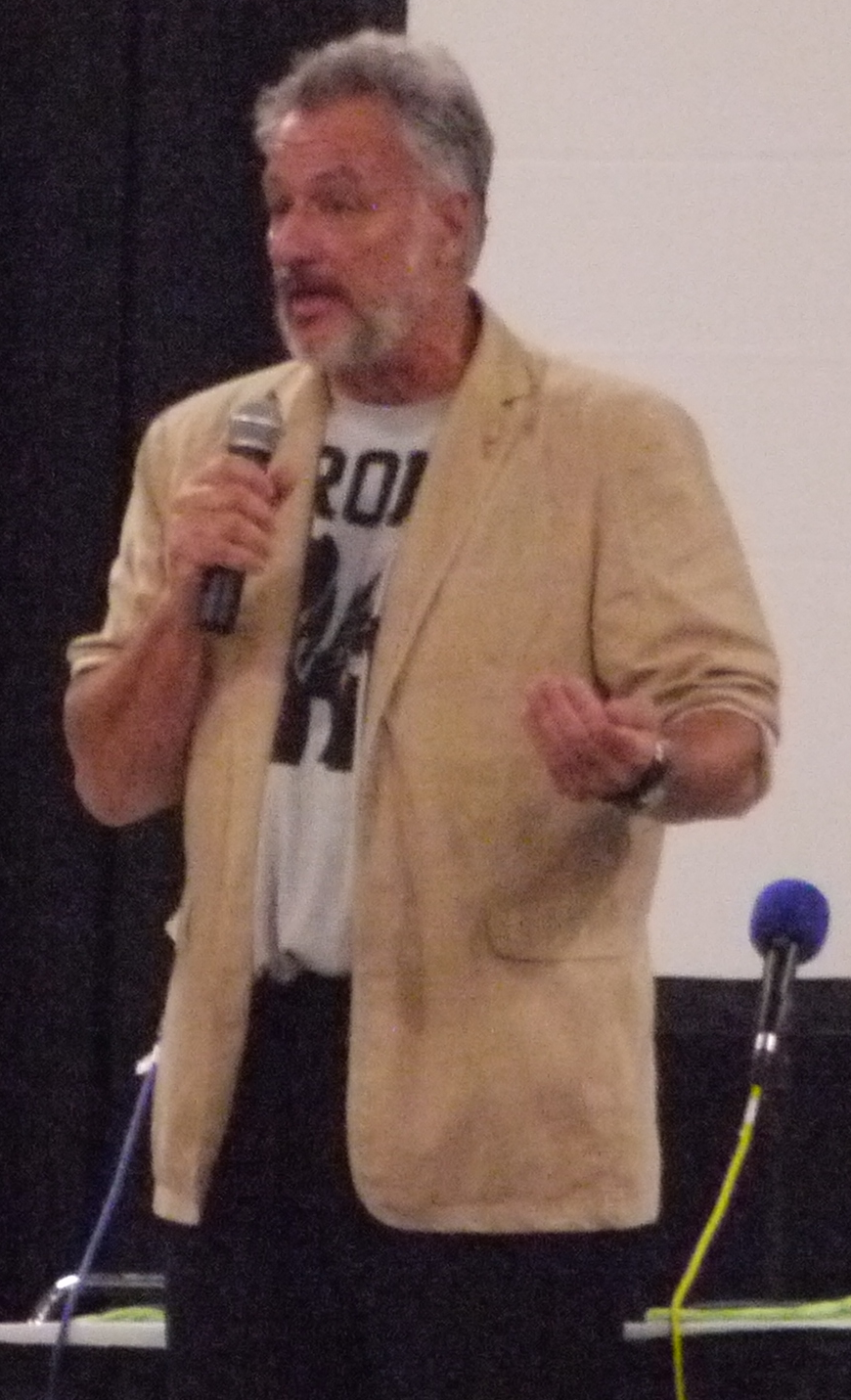
O ator John de Lancie (retratado em BronyCon, 2012) dá voz a Discórdia, um personagem baseado em seu papel na televisão como Q de Star Trek: The Next Generation.

Faust baseou o personagem Discórdia em Q, um malandro onipotente interpretado por John de Lancie em Star Trek: The Next Generation. A equipe de produção considerou a escolha de um som parecido com o de Lancie para dar voz ao personagem e ficou surpreso ao saber que o próprio de Lancie estava disponível. A equipe criativa desenvolveu Discórdia como "o único personagem que poderia quebrar todas as regras do programa", fazendo com que ele colocasse referências da cultura pop mais modernizada ou contemporânea do que o normal no cenário de "livro de histórias de fantasia" do programa. Ele não deveria ter um papel recorrente; De acordo com McCarthy, "'Reformando-o' nos permite contar novas histórias com seu personagem. Ele se torna o aliado nem sempre confiável, e não o inimigo conhecido." O autor Begin comentou sobre os cenários "caóticos" que acompanham o personagem, como sua dimensão doméstica chamada Chaosville, comparando-os a "pinturas de Salvador Dalí inspiradas em sonhos".

#### Big Macintosh
Voz original: Peter New
Big Macintosh (às vezes chamado de "Big Mac"), é o irmão mais velho de Applejack e Apple Bloom e um membro da família Apple. Ele vive no Rancho Maçã Doce, nos arredores de Ponyville, com Applejack, Apple Bloom e Vovó Smith. Sua marca é uma grande maçã verde. Ele é o principal encarregado de colher as maçãs do rancho capaz de derrubar maçãs das árvores com seus coices. Ele é gentil e tem um comportamento calmo em contraste com sua irmã Applejack. Além disso possui uma força muito grande maior que de um pônei normal. Ele é um pônei com poucas palavras que se pode vê-lo apenas falando "Eeyup" ou "Nope" como de costume. Começando com o oitavo episódio da sétima temporada, "Difícil Dizer Qualquer Coisa", ele começa um relacionamento romântico com Sugar Belle, uma unicórnio padeira e casam no vigésimo terceiro episódio da nona temporada, "A Pergunta do Big Mac".

#### Vovó Smith
Voz original: Tabitha St. Germain
Vovó Smith é a mais antiga membra da família Apple em Ponyville. Ela é a avó de Applejack, Big Mac e Apple Bloom. Sua marca é uma torta de maçã. Devido à sua idade, ela age meio desorientada e às vezes usa um andador. Applejack diz que ela tem um quadril ruim. Como seus netos, ela vive no Rancho Maça Doce. Ela é retratada como uma "matriarca sábia" que tem um humor afiado e uma memória "confusa", e é dito que ele foi um dos primeiros fundadores de Ponyville.

#### Starlight Glimmer
Voz original: Kelly Sheridan
Starlight Glimmer é uma unicórnio que tem um grande talento para magia, como Twilight. Ela apareceu pela primeira vez na estreia da quinta temporada de duas partes "O Mapa das "Cutie Marks"", quando ela foi a fundadora e líder de uma vila onde ela deseja construir uma "sociedade perfeitamente igualitária" removendo magicamente as marcas de cutie de outros pôneis porque ela acredita que as diferenças causam desarmonia entre amigas, até que Twilight e suas amigas vieram para sua aldeia e arruinaram tudo que ela construiu. Ela retorna no final da temporada de duas partes, "A Nova "Cutie Mark"" para se vingar de Twilight e suas amigas, viajando para o passado e evitando que sua amizade aconteça, impedindo Rainbow Dash de realizar seu primeiro Arco-Íris Supersônico. Twilight e Spike a seguiram, mas eles são pegos em um loop temporal, pois repetidamente falham em impedi-la de alterar o passado. Quando eles tentaram mostrar a ela como suas ações são devastadoras em Equestria, Starlight se recusa a acreditar nelas e mostra como ela se separou de sua amiga Sunburst, o dia em que ela ganhou sua marca fofa e estudou magia em Canterlot, que a mandou para seu vilão. caminho. Mas Twilight convenceu Starlight a mudar seus caminhos e fazer novos amigos, e até mesmo a tomou como sua aluna. Na sexta temporada, Starlight começa a aprender sobre amizade como uma aluna de Twilight, até se formar na sétima temporada, "Aonde e de Volta Outra Vez", após derrotar a Rainha Chrysalis e trazer harmonia para o Reino dos Changelings. Na oitava temporada, ela se torna a conselheira da Escola da Amizade para ajudar os alunos com seus problemas. Mais tarde, no vigésimo episódio da nona temporada, "Com Um Casco Dentro", ela se torna a nova diretora da escola quando Twilight sai para governar Equestria.
De acordo com Miller, o design de Starlight foi escolhido para paralelizar seu papel como o "personagem proto-Twilight." Seu nome original durante a produção foi "Aurora Glimmer", que foi alterado devido à marca registrada da Walt Disney Company do nome "Aurora".

### Young Six
Os Young Six são seis criaturas adolescentes que frequentam a Escola da Amizade dirigida pelas Mane Six na oitava temporada. O nome Young Six não é oficial; eles são chamados de "Young Six" internamente. Eles consistem em:
- Smolder (Voz original: Shannon Chan-Kent), uma dragão arrogante e competitiva. Ela era inicialmente resistente à ideia de amizade, até conhecer seus novos amigos e começar a gostar secretamente de coisas fofas, como vestidos, maquiagem e festas de chá.
- Ocellus (Voz original: Devyn Dalton), uma changeling tímida e estudiosa que tem a capacidade de mudar sua aparência de outras criaturas, assim como os outros changelings.
- Silverstream (Voz original: Lauren Jackson), uma sobrinha hiperativa da Rainha Ivona que pode alternar entre as formas de um hipogrifo e pônei-marinho. Ela é semelhante à sua prima, a Princesa Skystar, em termos de personalidade, e demonstrou interesse pelas pequenas coisas, como escadas e encanamentos internos.
- Yona (Voz original: Katrina Salisbury), uma amistosa e desajeitada iaque. Yona se mostra empolgada, mas ela tem suas próprias vulnerabilidades. Sendo um iaque, Yona é um dos membros mais fortes dos Young Six, geralmente usando sua força para ajudar. No episódio final da série, uma Yona mais velha é vista dirigindo a Boutique Carossel ao lado de Sandbar.
- Gallus (Voz original: Gavin Langelo), um grifo sarcástico. Inicialmente hostil com os outros, Gallus se torna mais amigável e caloroso, mantendo sua personalidade sarcástica. Ele é revelado claustrofóbico e na verdade, é órfão.
- Sandbar (Voz original: Vincent Tong), um pônei terrestre descontraído. Ele geralmente serve como "homem heterossexual" para contrabalançar as personalidades mais excêntricas de seus amigos.

## Outros personagens por região
A maioria dos personagens recorrentes ambientados no universo ficcional do programa de televisão se expandem e se tornam mais proeminentes nos quadrinhos, caracterizados por arcos de história complexos e multi-temáticos. Os quadrinhos trazem histórias a partir do universo ficcional consagrado do programa de televisão; os quadrinhos seguem fielmente o cânone do programa, mas o programa não segue tecnicamente o cânone dos quadrinhos. Embora os quadrinhos, como o programa, sejam voltados para crianças pequenas, os escritores e artistas sempre assumiram riscos criativos, incluindo a expansão da história de fundo de sombra, apresentando as tias da Scootaloo como um casal LGBT casado e muito mais.

### Personagens equestrianos por região

#### Personagens do governo federal
- Reitor Neighsay (Voz original: Maurice LaMarche), é um unicórnio líder da Associação Educacional de Equestria (AEE), que regula estritamente as escolas e universidades de Equestria. Ele apareceu pela primeira vez em "Confusão na Escola". Neighsay é rígido e conservador, preferindo fazer as coisas de acordo com as diretrizes da AEE. Ele também tem muitos preconceitos contra qualquer pessoa que não seja um pônei, referindo-se abertamente aos não-pôneis como "criaturas" ou "selvagens" de forma depreciativa. Ele tem uma visão de mundo fascista e especismo, é crítico da agenda reformista da Princesa Twilight para expandir o ensino superior além das fronteiras de Equestria, e negou credenciamento à luz das qualificações questionáveis das Mane Six para o profissão docente. Em particular, ele desaprova abertamente a inclusão não segregada de criaturas não-pôneis na Escola de Amizade de Twilight, que ele considera um ato tolo que ameaça a segurança nacional de Equestria. Não é até os eventos do final de duas partes da oitava temporada, "A Escola Arrasada", depois de ser resgatado pelos Young Six, que ele começa a mudar de ideia sobre criaturas que não são pôneis.

#### Personagens de Ponyville
Ponyville é o cenário principal da série de televisão e o lar dos personagens principais do programa. Os locais exclusivos da cidade foram projetados para refletir seus personagens, enquanto o estilo geral da cidade foi fortemente influenciado pelo design holandês da Pensilvânia, arte steampunk e folclore europeu e Baviera. A cidade também incorpora elementos de design de pôneis, como ferraduras, fardos de feno e alimentadores.
- Prefeita Mare (Voz original: Cathy Weseluck), é uma pônei terrestre prefeita de Ponyville.
- Família Cake – o Sr. Carrot Cake (Voz original: Brian Drummond) e a Sra. Cup Cake (Voz original: Tabitha St. Germain), são um casal de pôneis confeiteiros que moram em Ponyville. Eles hospedam Pinkie Pie em sua casa-confeitaria. Durante a série eles recebem dois filhos gêmeos, Pound Cake (Voz original: St. Germain), que é um filho pégaso e Pumpikin Cake (Voz original: Andrea Libman), uma filha unicórnio, sendo revelado que seus antepassados eram dessas espécies embora eles sejam pôneis terrestres.[47]
- Cheerilee (Voz original: Nicole Oliver), é uma pônei terrestre e professora da escola de Ponyville. Ela é responsável por dar aula a maioria dos jovens pôneis de Ponyville. Em um dos episódios, no episódio "O Dia do Coração", as Cutie Mark Cruzaders (Apple Bloom, Sweetie Belle e Scootaloo) fazem ela se apaixonar pelo Big McIntosh através de uma poção do amor, porém ao final do episódio eles parecem começar a gostar um do outro. Sua marca são três flores sorridentes.
- Snips e Snails (Voz original: Lee Tockar e Richard Ian Cox), são dois jovens pôneis amigos que estudam juntos na escola de Ponyville. Ele apareceram primeiramente como ajudantes da Trixie, mas depois passaram a aparecer na série desde então. Eles aparentam não serem muito espertos. A marca de Snips é uma tesoura, enquanto que a de Snails é um caracol. Os dois são unicórnios.
- Diamond Tiara e Silver Spoon (Voz original: Chantal Strand e Shannon Chan-Kent), são duas potras ricas e esnobes que zombam das Cutie Mark Crusaders por não terem suas cutie marks, chamando-as de "flancos vazios".[48] É mostrado no episódio dezoito da quinta temporada, "Cruzadas da "Cutie Mark"", que o comportamento de Diamond Tiara é devido ao seu estresse em atender às expectativas de seu pai, Filthy Rich (Voz original: Brian Drummond) e sua mãe Spoiled Rich (Voz original: Strand). No final do episódio, ela e Silver Spoon fazem as pazes com os Crusaders.
- Pipsqueak (Voz original: William Lawrenson em "Luna Eclipsed" e Graham Verchere em todas as outras aparições), é um potro pônei terrestre pinto vindo de Trottingham, uma saída de Ponyville. Ele fala com um sotaque londrino na maioria de suas aparições.
- Cranky Doodle (na versão em português como Asno Azedo Zangado) e Maltida (Voz original: Richard Newman e Brenda Crichlow). Cranky Doodle Donkey é um burro e "mesquinho mesquinho" que rejeita a amizade de Pinkie Pie até que ela o reúne com sua "amiga especial" Matilda, é uma burra há muito perdida.[49] Eles se casaram no nono episódio da quinta temporada, "Um Pedaço da Vida".
- Bulk Bíceps (Voz original: Jayson Thiessen/Michael Dobson), é um garanhão pégaso musculoso com pequenas asas. Sua marca é um haltere. Seu design foi parcialmente baseado no estilo de animação de John Kricfalusi.[50] Ele aparece pela primeira vez como um personagem de piada sem nome em "A Fluttershy Furacão", onde ele grita "Sim!" Eles são registrados por Thiessen.[51] Dobson interpreta o personagem em aparições completas a partir do décimo episódio da quarta temporada, "Rainbow Falls".
- Trixie (Voz original: Kathleen Barr), é uma maga unicórnio e fanfarrão que exagera em suas habilidades mágicas, chamando a si mesma de "A Grande e Poderosa Trixie". Sua marca é uma varinha mágica com uma lua crescente. Ela faz aparições no programa e em vários spin-offs,[52] começando como rival de Twilight no sexto episódio da primeira temporada, "Caçadores de Exibicionistas", mas cada vez mais se desculpando depois de ver seu erro vingativo no quinto episódio da terceira temporada "Duelo Mágico". Ela faz aparições recorrentes a partir do sexto episódio da sexta temporada, "Sem Segundos Atalhos", quando faz amizade com Starlight. Mais tarde, no vigésimo episódio da nona temporada, "Com Um Casco Dentro", ela se torna a nova conselheira da Escola de Amizade.

#### Personagens de Canterlot
Canterlot é a capital da montanha de Equestria, batizada em homenagem ao castelo Camelot do lenda arturiana. A cidade é o lar da elite da classe alta do país, incluindo a Princesa Celestia e a Princesa Luna, que residem no castelo local. Canterlot foi projetado para dar uma sensação de realeza e nobreza aos seus residentes.
- Príncipe Blueblood (Voz original: Vincent Tong), é um príncipe unicórnio, que é o sobrinho distante da Princesa Celestia e um sonho de namoro da Rarity na primeira temporada até que ele se prove "completamente vaidoso" e "um tolo pomposo".[54][55]
- Hoity Toity (Voz original: Trevor Devall), é um pônei terrestre "guru da moda", que oferece críticas decisivas aos designers.[56]
- Photo Finish (Voz original: Tabitha St. Germain), é uma famosa fotógrafa de moda e pônei terrestre que fala com sotaque austríaco.
- Sapphire Shores (Voz original: Rena Anakwe), é um pônei terrestre conhecido como o "Pônei do Pop", baseado no brinquedo de "G3" do mesmo nome.
- Fancy Pants (Voz original: Trevor Devall), é um unicórnio de alta sociedade bem-humorado com a posição mais alta na sociedade de elite de Canterlot, frequentemente aparecendo com uma comitiva agradável.
- Sassy Saddles (Voz original: Kelly Sheridan), é um unicórnio que é o gerente de "Carrosel de Canterlot", a boutique Canterlot da Rarity que abre no décimo quarto episódio da quinta temporada, "Botique de Canterlot". Seu design foi inspirado na personagem Emily Blunt, Emily Charlton, em O Diabo Veste Prada.[57]
- Songbird Serenade (Voz original: Sia), é uma estrela-pop pégaso e celebridadade que aparece como encabeçando o Festival da Amizede de Canterlot em "My Little Pony: O Filme".
- Sunset Shimmer (Voz original: Rebecca Shoichet), é originária da franquia de Equestria Girls, um unicórnio que só apareceu na música tema do grupo Twilight Sparkle "The Magic of Friendship" no capítulo final "The Last Problem".

#### Personagens de Cloudsdale
Cloudsdale é a casa e local de nascimento de vários personagens pégasos, como Rainbow Dash e Fluttershy. É retratada como uma cidade flutuante de nuvens onde os pégasos produzem as nuvens, o clima e o arco-íris de Equestria dentro de uma "fábrica meteorológica" especializada. O design da cidade foi influenciado por arquitetura grega e romana, que o autor Begin afirma "remonta às Olimpíadas originais, [...] um apropriado referência para Rainbow Dash."
- Os Wonderbolts é um esquadrão de pégasos realizando "façanhas aéreas maravilhosas", baseado em Blue Angels.[60] Eles são capitaneados por Spitfire (Voz original: Nicole Oliver no episódio "Sonic Rainboom" e Kelly Metzger em todas as outras aparições), um "competidora vigorosa" e "instrutora prática" na academia de treinamento wonderbolts,[61][62] e seu segundo em comando, Soarin (Voz original: Matt Hill). Seus trajes foram desenhados por Craig McCracken.[63] De acordo com a escritora Amy Keating Rogers, o nome do fundador do Wonderbolts, General Firefly, é uma homenagem ao nome de usuário online de Fausto "fogueira", por sua vez nomeado após o brinquedo Firefly de "G1".[64] Outros membros incluem Blaze, Fire Streak, Fleetfoot, High Winds, Lightning Streak, Misty Fly, Rapidfire, Silver Lining, Soarin, Surprise e Wave Chill.[65]
- Boy Bullies[66] é um trio de garanhões pégasos introduzidos em "Sonic Rainboom" servem como valentões de infância de Rainbow Dash. Consistem em Hoops (Voz original: Kathleen Barr em "Sonic Rainboom" e Terry Klassen em todas as demais aparicões)[67][68], e dois pôneis sem nome apelidados Billy/Dumb-Bell (Voz original: Richard Ian Cox em Sonic Rainboom e Brian Drummond em "The Cutie Mark Chronicles") e o Score surdo.

#### Personagens de Las Pegasus
- Flim e Flam (Voz original: Samuel Vincent e Scott McNeil), são irmãos gêmeos unicórnios e "vendedores ambulantes". Eles são adeptos de "liberar os fardos da riqueza" de seus patrocinadores e explorar brechas para evitar serem pegos. Eles costumam usar música e dança para manipular pôneis para que comprem seus produtos geralmente defeituosos ou sofrem de esquemas de risco questionáveis de "enriquecimento rápido", até que Applejack os frustre. Posteriormente, eles começaram a operar um resort em Las Pegasus.[69] O escritor M.A. Larson disse que "gostou particularmente" de escrever para Flim e Flam, dizendo que "sua energia e otimismo infundem uma escrita real".

#### Personagens de Manehattan
- Coco Pommel (Voz original: Cathy Weseluck), é uma pônei terrestre de figurino e estilista que trabalha em Manehattan. Ela participa do oitavo episódio da quarta temporada "Rarity Vai para Manehattan" como assistente de Suri Polomare (Voz original: Tabitha St. Germain), a principal rival de Rarity em uma competição de moda, e renuncia após observar a tática. Suri não tem escrúpulos para vencer . A generosidade de Rarity foi uma grande inspiração para Coco, que cresceu e foi dito: "Cada pônei é para si!" Coco desenha fantasias para peças no Bridleway Theatre District e atualmente é a gerente-chefe da filial de lojas de moda da Rarity Vai para Manehattan, a Rarity For You. Seu nome é uma referência à estilista Coco Chanel; mais tarde foi alterado para "Miss Pommel" por "razões legais".[70]

#### Personagens do Império de Cristal
- Sunburst (Voz original: Ian Hanlin), é um unicórnio que é muito conhecedor da magia e amigo de infância de Starlight. Depois que Sunburst obteve sua cutie mark e foi estudar magia em Canterlot, ele perdeu contato com Starlight. Após os eventos da estréia de duas partes da sexta temporada, "A Cristalização/O Cristalismo", ele é nomeado "vidraceiro" e conselheiro mágico de Flurry Heart e reacende sua amizade com Starlight. Mais tarde, no vigésimo episódio da nona temporada, "Com Um Casco Dentro", Starlight o contrata como vice-presidente da Escola de Amizade.
- Rei Sombra (Voz original: Jim Miller/Alvin Sanders), é um ex-governante unicórnio tirânico do Império do Cristal. Ele aparece pela primeira vez na estréia em duas partes da terceira temporada, "O Império do Cristal". Mil anos atrás, ele escravizou os pôneis de cristal até que a Princesa Celestia e a Princesa Luna o baniram.[71] Seus esforços para recuperar o Império do Cristal no presente são frustrados quando o mágico Coração de Cristal que protege a cidade o destrói. Sombra retorna na estreia de duas partes da nona temporada, "O Começo do Fim", depois de ser ressuscitado por Grogar para se juntar a sua equipe de vilões. Ele se recusa a se juntar a ele e aos outros vilões em favor de conquistar Equestria para si mesmo. Ele destrói a Árvore e os Elementos de Harmonia e assume Ponyville e Canterlot, mas é derrotado mais uma vez por Twilight e seus amigos. Miller baseou sua performance nos vocais da música "Crystal Skull" do Mastodon.[72]
- Princesa Amore é a primeira governante do Império do Cristal, que aparece nos quadrinhos de My Little Pony: A Amizade É Mágica. Ela foi derrotada pelo Rei Sombra, quando se transforma em pedra e se despedaça.

#### Personagens da Floresta da Liberdade
- Zecora (Voz original: Brenda Crichlow), é uma zebra xamã e fitoterapeuta que sempre fala por rima e vive na Floresta da Liberdade, uma floresta "misteriosa" nos limites de Ponyville.[73] Sua marca é um sol africano. Os habitantes da cidade julgam-na erroneamente como uma "feiticeira do mal" até Twilight e seus amigos se tornarem amigos dela em "Rédea nas Fofocas", muitas vezes voltando-se para ela em busca de sua sabedoria depois.[74] Sua aparência e maneirismos são influenciados por culturas tribais africanas.[75]

#### Persoangens de Hope Hollow
Hope Hollow é uma cidade em Equestria localizada a alguma distância de Ponyville, mais conhecida por uma celebração anual conhecida como Festival do Arco-Íris. A cidade e seus habitantes aparecem no especial de TV "My Little Pony: Em Busca do Arco-Íris".
- Sunny Skies (Voz original: Ian Hanlin) é um garanhão unicórnio de bom coração e entusiasmado que serve como o atual prefeito. Ele se preocupa profundamente com todos os seus cidadãos e tenta cultivar seus talentos sempre que possível, sempre os elogiando, mesmo que eles próprios não se importem com seu trabalho. Seu pai e avô foram prefeitos antes dele.
- Petunia Petals (Voz original: Kelly Metzger) é uma égua pônei terrestre otimista, trabalhadora e inteligente que nunca desiste das esperanças nos pôneis que ama. Petúnia tem vários empregos diferentes na cidade, incluindo bibliotecária, estalajadeiro e historiador, e se orgulha de garantir que os residentes da cidade sejam bem lidos.
- Torque Wrench (Voz original: Rhona Rhees) é uma égua pônei terrestre que fornece serviços de conserto. Ela é altamente habilidosa em consertar uma variedade de itens, tanto comuns quanto mágicos, mas não se orgulha de seu trabalho até que Applejack a incentive a fazê-lo.
- Kerfuffle (Voz original: Racquel Belmonte), é uma égua pégaso e estilista que opera uma boutique em Hope Hollow. Ela usou as roupas de Rarity como ponto de partida para seus próprios projetos, mas hesita em colocá-los em exibição até que Rarity a incentive a exibir seus talentos. Kerfuffle usa uma prótese de madeira para substituir a metade inferior de uma perna traseira.
- Sr. e Sra. Hoofington (Voz original: Michael Daingerfield e Veena Sood), é um casal de unicórnios de meia-idade que se mudou de Manehattan para Hope Hollow. Eles forneceram produtos de panificação para o Festival do Arco-íris nos últimos anos, mas a qualidade de suas tortas foi prejudicada devido à perda de cor, tornando difícil para eles distinguirem frutas maduras de verdes.
- Raiz Moody (Voz original: Terry Klassen), é um garanhão pônei terrestre idoso e rabugento e vizinho dos Hoofingtons. Ele cultiva abricós exuberantes, mas guarda todas as frutas para si até que Fluttershy e Pinkie Pie o persuadem a dividir a colheita em troca de uma parte das tortas dos Hoofingtons.
- Barley e Pickle Barrel (Voz original: Sabrina Pitre e David A. Kaye), são potros gêmeos fraternos pégaso que admiram muito Rainbow Dash e tentam copiar seus movimentos. Sua inexperiência com dublês voadores frustra suas tentativas até que Rainbow lhes dá aulas, mostrando-lhes o básico e, em seguida, passando para técnicas mais avançadas.

#### Personagens de fundo
A série apresenta um elenco extenso de mais de 200 personagens secundários, também conhecidos como "pôneis de fundo", que são usados para completar cenas de multidão e servir como uma mordaça de episódio. Vários pôneis de fundo foram recebidos pela base de fãs de brony do programa, que lhes atribuiu nomes e personalidades. Em resposta ao interesse dos fãs, a equipe de criação da série deu a esses personagens papéis expandidos em episódios e mídia subsequente, incluindo serem apresentados como os "principais personagens "no 100º episódio da série "Um Pedaço da Vida", que apresenta o cotidiano dos personagens como foco central do episódio.
- Derpy/Muffins[78][79] (Voz original: Tabitha St. Germain), é uma pônei pégaso cinza de crina loira estrábico com frequentes aparições de fundo em toda a franquia. Sua marca especial são algumas bolhas. Ela trabalha fazendo entregas e gosta de comer muffins. Originalmente objeto de uma piada esquecida de um animador no primeiro episódio, o personagem foi apelidado de "Derpy Hooves" e caracterizado como um pateta bem-intencionado pelos usuários do tabuleiro 4chan. Desde então, os criadores reconheceram "Derpy" como o mascote do fandom e a incluíram no easter eggs durante a série.[80] Ela foi abordada pelo nome e recebeu falas durante a transmissão inicial de "O Último Rodeio" como um apelo direto ao fandom. Após reclamações de espectadores que achavam que sua aparência e ações refletiam negativamente as de pessoas com deficiência mental, a cena foi modificada para remover o nome do personagem, alterar sua voz e reduzir o grau em que seus olhos se encontram.[81] Segundo Miller, o personagem foi rebatizado de "Muffins" por "razões legais que não entendo" antes de "Um Pedaço da Vida".[82]

- Vinyl Scratch[83]/DJ Pon-3[84], é uma unicórnio branco amarelado (especificamente, o tripleto hexadecimal #FEFDE7), de cabelos azuis listrados e disc jockey raramente visto sem fones de ouvido e óculos de sol,[85] visto por primeira vez em "Feita para o Sucesso". Sua marca especial é uma dupla de colcheias. Os nomes "DJ Pon-3" e "Vinyl Scratch" foram criados pela comunidade de fãs, e o primeiro se utilizou nos produtos oficiais, como o vídeoclipe "Equestria Girls" que paródia da canção de Katy Perry "California Gurls".[86] Em trabalhs derivados de fãs, Jesse Nowack[87] dá voz ao DJ Pon-3, e é considerado pela comunidade de fãs como a "voz oficial" do Vinyl.
- Dr. Hooves/Dr. Whooves/Time Turner (Voz original: Peter New), é um pônei terrestre marrom que foi nomeado "Doctor Whooves" pelos fãs por sua suposta semelhança com o retrato de Décimo Doctor de David Tennant na série de televisão britânica Doctor Who.[88] Sua marca especial é uma ampulheta. Ele é responsável por manter os relógios de Ponyville sincronizados, cuidar de ampulhetas para competições de sidra, e de todas as coisas "timey-wimey".[83] Ele aparece em episódios posteriores como um cientista excêntrico e exibe semelhanças com seu homônimo em episódios como "Um Pedaço da Vida". Ele tem a voz de vários atores além de New, que a expressa em "Uma Lição de Vida".
- Lyra Heartstrings e Sweetie Drops/Bon Bon (Voz original: Ashleigh Ball e Andrea Libman), são uma pônei unicórnio verde turquesa com crina branca e verde Lyra e olhos laranja e uma pônei terrestre bege com crina azul e rosa e olhos azuis Sweetie Drops (também chamado de Bon Bon em homenagem ao pônei da "G1"). Elas aparecem juntos como "melhores amigos" em várias cenas. A marca de Lyra é uma lira e de Sweetie Drops são três bombons.[89] Uma dessas cenas em "Um Pedaço da Vida" mostra a Agente Secreta Sweetie Drops, uma agente secreta rejeitada que vive em Ponyville sob a identidade assumida de "Bon Bon". Algum tempo depois que o bicho-papão foi derrotado pelas Mane Six, o Agente Furlong se aproximou de Sweetie Drops e a informou que S.M.I.L.E. permaneceu em operação e precisava de sua ajuda mais uma vez; ele decidiu recrutar sua melhor amiga Lyra Heartstrings depois de saber que ela conhecia a verdadeira identidade de Sweetie Drops. Os dois agentes foram enviados para Appleloosa, Applewood e o Império do Cristal em busca de infiltrados changelings, com Lyra e Sweetie descobrindo um changeling chamado Delilah em Appleloosa. Apesar de algumas lutas internas entre a veterana e sua parceira novata, eles foram capazes de expor os vilões e convocar as Mane Six para ajudar a derrotá-los. Posteriormente, a dupla se estabeleceu como um time permanente, permanecendo em Ponyville. Eles são interpretadas por várias atrizes, com Ball interpretando Lyra e Libman como Sweetie Drops em "Um Pedaço da Vida" e no filme e curtas de Jogos da Amizade. Tendo sido popularmente emparelhados por fãs como um casal lésbico, eles foram oficialmente confirmados como tal na 9ª temporada, propondo-se um ao outro no fundo de uma cena em “A Pergunta do Big Mac” e sendo mostrado como casado em “The Last Problem”.
- Minuette/Colgate, Twinkleshine e Lemon Hearts (Voz original Rebecca Husain, Tabitha St. Germain e Ashleigh Ball), são três unicórnios que se concentram em "Fazendo as Pazes" como amigos de Twilight Sparkle antes de sua mudança para Ponyville, enquanto Minuette e Twinkleshine aparecem ao lado de Lyra Heartstrings como damas de honra da Princesa Cadance em "Casamento em Canterlot". Entre várias outras atrizes, estão as vozes de Husain (Minuette), St. Germain (Twinkleshine) e Ball (Lemon Hearts) em "Fazendo as Pazes".
- Octavia Melody (Voz original: Kazumi Evans), é um pônei terrestre cinza com crina cinza escuro e olhos lilás. Sua marca é uma clave de sol lilás. Ela toca violoncelo, originalmente visto em "A Melhor Noite de Todas". Ele aparece em uma cena de "Um Pedaço da Vida", onde ensaia um número de "dubstep de violoncelo elétrico" com o músico DJ Pon-3 para o casamento de Cranky e Matilda; A parte Octavia da música foi executada por Tina Guo.[90]

#### Famílias extensas de personagens principais
- Família Apple, é uma família extensa de pôneis terrestres de Applejack que vivem em Equestria. Os membros da família incluem Braeburn (Voz original: Michael Daingerfield), primo de Applejack de Appleloosa;[38][91] sua "alta sociedade"  Tia e Tio Orange (Voz original: Tabitha St. Germain e Brian Drummond) de Manehattan;[91] Hayseed Turnip Truck (Voz original: Trevor Devall), um yokel-tipo trabalhador de biscate; Babs Seed (ver Cutie Mark Crusaders); Tias Applesauce e Apple Rose (Voz original: St. Germain e Ashleigh Ball em "Apple Family Reunion", e Marcy Goldberg e Shirley Millner em "Grannies Gone Wild"), dois parentes mais velhos  e amigas da Vovó Smith; Goldie Delicious (Voz original: Peter New), uma velha senhora dos gato que acumula relíquias de família; e Grand Pear (Voz original: William Shatner), avô materno de Applejack e patriarca da família rival Pear. Uma possível relação distante entre as famílias Apple e Pie é descoberta em "Pinkie Apple Pie", mas nunca confirmada.
- Família Pie[92][93], são a família de Pinkie Pie que vive em uma fazenda de pedra fora de Ponyville. Eles são retratados como um clã de pôneis terrestres sombrios e de cores monótonas, em contraste com a aparência e personalidade brilhantes de Pinkie.[32] Eles consistem do pai da Pinkie Igneous Rock Pie (Voz original: Terry Klassen em "The Cutie Mark Chronicles" e Peter New em "Hearthbreakers"), mãe Cloudy Quartz (Voz original: Andrea Libman em "Hearthbreakers"), e três irmãs (Todas vozes originais: Ingrid Nilson): Limestone Pie, a irmã mais velha mal-humorada; Marble Pie, a irmã gêmea mais jovem e retraída de Pinkie; e Maud Pie, uma irmã mais velha que raramente expressa emoções, embora obcecada por pedras, é descrita por Apple Bloom como "muito legal quando você a conhece um pouco" em "Lareira e Decepção".

#### Personagens encontrados de origem não especificadas
- Daring Do, na versão em português como Ousada Ativa (Voz original: Chiara Zanni), é uma pégaso caçadora de tesouros e personagem principal da série de romances de aventura do mesmo nome, parodiando Indiana Jones.[94] Ela apareceu pela primeira vez no episódio "Leia e Chore" onde Rainbow Dash após ficar internada em um hospital passa a se entreter com seus livros e acaba por se tornar fanática pela personagem. O autor Begin descreve-a como "essencialmente um Rainbow Dash de cor diferente em um chapéu".[95] Em "Daring Do", autora dos livros Daring Do, A.K. Yearling (uma paródia de J.K. Rowling)[96] descobre-se que é a própria Daring Do, que escreve seus livros como biografia disfarçada de ficção após suas aventuras reais, como seus encontros com o vilão inspirado na mitologia asteca Ahuizotl (Voz original: Brian Drummond) e pônei criminoso Dr. Caballeron (Voz original: Michael Dobson).
- Sugar Belle (Voz original: Rebecca Shoichet), é uma unicórnio padeira que mora em uma vila fundada por Starlight Glimmer. Ela começa um relacionamento romântico com Big McIntosh e se torna a aprendiz de meio período da Sra. Cake em Ponyville antes de se casar com Big Mac no vigésimo terceiro episódio da nona temporada, "A Pergunta do Big Mac".

### Personagens não-equestrianos por região

#### Personagens de Griffonstone
- Gilda (Voz original: Maryke Hendrikse), é uma grifo que apareceu em "A Rainha das Brincadeiras". Ela é introduzida como amiga de Rainbow Dash, que mais tarde termina sua amizade quando Gilda tenta se afirmar sobre as amigas pôneis de Rainbow Dash, intimidando-os.[97] As dois mais tarde se reconciliam em "O Tesouro Perdido de Griffonstone".
- Rei Grover é o primeiro rei dos grifos, mencionado no "O Tesouro Perdido de Griffonstone".
- Vovô Gruff (Voz original: Richard Ian Cox), é um velho grifo mal-humorado que aparece pela primeira vez em "O Tesouro Perdido de Griffonstone".

#### Personagens do Iaqueiaquistão
- Príncipe Rutherford (Voz original: Garry Chalk), é um iaque macho temperamental e o príncipe de Iaqueiaquistão. Ele aparece pela primeira vez em "Festa Estragada" como parte de uma delegação iaqueiaquistaniano em Equestria. Em "Não Pedir Problemas", o Príncipe Rutherford convida Pinkie Pie para o feriado iaque de Yickslurbertfest. Ele aparece na "Confusão na Escola" na Escola da Amizade de Twilight, representando a aluna iaque. Em My Little Pony: O Melhor Presente de Todos, o Príncipe Rutherford aparece celebrando o feriado de iaque do Snilldar Fest, e é abordado por Pinkie Pie para ajudar a encontrar um presente. Ele admite que os "presenteadores do bosque" superam os iaques a esse respeito, e dá a Pinkie um mapa para sua casa.

#### Personagens de Klugetown
- Capper (Voz original: Taye Diggs), é um gato antropomórfico e vigarista que aparece em My Little Pony: O Filme. Ele conhece Twilight e suas amigas quando eles chegam na cidade deserta de Klugetown e finge ajudá-los enquanto esconde sua verdadeira intenção de vendê-los para um chefe do crime local para saldar uma dívida. No entanto, depois que Rarity demonstra generosidade com ele, ele muda de ideia e ajuda os amigos de Twilight a resgatá-la quando ela é capturada e liberta Canterlot do controle do Rei Storm, após o que ele se junta aos pôneis em sua celebração no Festival da Amizade após a Tempestade King está derrotado.

#### Personagens de Ornithia
- Capitã Selena, Capitã Celaeno na versão original (Voz original: Zoe Saldana), é uma papagaio antropomórfico e capitã pirata com um membro prótetico que aparece em My Little Pony: O Filme. Ela conhece as Mane Six depois que eles se escondem em seu navio enquanto escapam da Tempest Shadow. Selena e sua equipe inicialmente pretendem jogar os pôneis ao mar, pois foram forçados a prestar serviço ao Rei Storm, mas Rainbow Dash a inspira a desafiar as ordens e a levar ela e suas amigas ao Monte Áris. Mais tarde no filme, Selena e sua equipe se juntam as amigas de Twilight para resgatá-la após sua captura e derrotar o Rei Storm, e ela se junta aos pôneis em sua celebração após a derrota do Rei Storm.

#### Personagens do Reino dos Changelings
- Rainha Chrysalis ou A Rainha dos Mutantes Chrysalis (Voz original: Kathleen Barr), é uma ex-líder dos Changelings, uma raça de insetóides "pôneis grotescos que mudam de forma" que se alimentam do amor mútuo dos pôneis. Ela foi a principal antagonista no final da segunda temporada. Ela aparece pela primeira vez no final de duas partes da segunda temporada, "Casamento em Canterlot", onde ela invade Canterlot personificando a Princesa Cadance para controlar seu noivo Shining Armor, apenas para ela e seu exército changeling serem expulsos pela magia combinada do casal. Chrysalis retorna no final de duas partes da sexta temporada, "Aonde e de Volta Outra Vez", onde ela captura todos os protetores de Equestria em outra tentativa de dominar o reino, mas é derrotada por Starlight e Thorax. Após sua derrota, Crisálida jura vingança contra Starlight e foge. No décimo terceiro episódio da oitava temporada, "As 6 Malvadas", ela cria clones malignos de Twilight e seus amigos para assumir o controle dos Elementos de Harmonia e se vingar de Starlight, mas seu plano falha quando os clones a traem e são destruídos pela Árvore de Harmonia. Na estréia de duas partes da nona temporada, "O Começo do Fim", ela é convocada por Grogar para se juntar a sua equipe de vilões. Depois de recuperar o Sino Encantador de Grogar, Chrysalis, Tirek e Cozy Glow decidem trabalhar juntos para trair Grogar e tomar Equestria para si. No final da temporada em duas partes, "O Fim do Fim", eles usam a magia do Sino Encantador para se tornarem todo-poderosos e assumir o controle de Equestria fazendo com que as três corridas de pôneis se voltem uma contra a outra, mas acabam sendo derrotados por Twilight, suas amigas e seus aliados, e se transformou em pedra como punição por seus crimes.
A designer de personagens Rebecca Dart desenhou Chrysalis e os outros changelings com um design semelhante a um inseto depois de ler o nome do personagem no roteiro, inspirando-se nos artistas de mangá Junko Mizuno e Hideshi Hino.[98]
- Pharynx (Voz original: Bill Newton), é o irmão mais velho de Thorax, durão e pouco amigável, diferente do irmão. Ele aparece primeiramente no episódio da sétima temporada "Para Mudar um Changeling".
- Thorax (Voz original: Kyle Rideout), é o novo líder e rei dos changelings, que sucede a Chrysalis, e irmão caçula de Pharynx. Ele aparece pela primeira vez em "Tempos de Mudança", onde ele se torna amigo de Spike, depois de explicar que ele é diferente de outros changelings e não quer fazer mal. Mais tarde, ele aparece em "Aonde e De Volta Outra Vez", onde ele ajuda a depor Chrysalis após apelar para seus colegas changelings. Ele então a sucede como "Rei dos Changelings".

#### Personagens de Seaquestria
- Almirante Seaspray (Voz original: Christopher Gaze) é o líder da marinha da Rainha Ivona.
- Ocean Flow (Voz original: Advah Soudack), é a mãe de Terramar e Silverstream, e irmã da Rainha Ivona, um pônei marinho.
- Sky Beak (Voz original: Brian Dobson), é o pai de Terramar e Silverstream, um hipogrifo.
- Terramar (Voz original: Cole Howard), é o irmão mais novo de Silverstream.
- Princesa Skystar (Voz original: Kristin Chenoweth), é um hipogrifo alegre e filha da rainha Ivova que aparece em My Little Pony: O Filme. Ela conhece as Mane Six pela primeira vez, quando eles chegam ao Monte Áris e os leva a Seaquestria, onde ela tenta convencer Ivona a ajudar Twilight e suas amigas a salvar sua casa do Rei Storm. Quando Ivona recusa e expulsa os pôneis de seu reino, Skystar desobedece à mãe e se junta as amigas de Twilight para salvá-la após sua captura por Tempest Shadow e derrotar o exército do Rei Storm, após o qual ela se junta à celebração dos pôneis em Canterlot e é fundamentado por Ivona por sair de casa.
- Rainha Ivona, Rainha Novo na versão original (Voz original: Uzo Aduba), é o governante de Seaquestria e Hipogriffia que aparece em My Little Pony: O Filme. Ela é vista pela primeira vez quando sua filha Skystar leva as Mane Six à sua sala do trono e se recusa a usar sua pérola mágica para ajudá-los contra o Rei Storm. Mais tarde, ela é convencida por Skystar a ajudar os pôneis, mas os bane de seu reino quando Twilight tenta roubar a pérola. No final do filme, ela se junta ao festival dos pôneis em Canterlot depois que o Rei Storm foi derrotado e justifica Skystar por sua desobediência.

#### Personagens do Tártaro
O Tártaro é uma colônia penal supermax administrada pelo diretor da prisão Cérbero, um cão monstruoso com várias cabeças. Qualquer um pode entrar no Tártaro, mas ninguém pode sair pelas portas de entrada; "Lasciate ogne speranza, voi ch'intrate" estão inscritos neles. O Tártaro fornece abrigo para criaturas extraordinariamente perigosas; por essas razões, sua localização exata é classificada.
- Cozy Glow (Voz original: Sunni Westbrook), é uma pônei pégaso em idade escolar e ex-aluna da Escola da Amizade de Twilight Sparkle que aparece pela primeira vez em "Marcas por Esforço" e depois revela sua natureza vilã em "Escola Arrasada", onde rouba toda a magica de Equestria em um plano para governá-lo. Ela é frustrada pelos Young Six com a ajuda da Árvore da Harmonia, levando a sua prisão no Tártaro com Tirek, seu parceiro no crime. Na estreia em duas partes da nona temporada, "O Começo do Fim", Cozy e Tirek são mais tarde libertados por Grogar para se juntarem a sua equipe de vilões. Em "O Fim do Fim", ela, Chrysalis e Tirek usam a magia do Sino Encantador de Grogar para se tornarem todo-poderosos e tentam dominar Equestria, mas acabam sendo derrotados e transformados em pedra.
- Lorde Tirek (Voz original: Mark Acheson), é um centauro poderoso que pode absorver magia de outras criaturas, especialmente pôneis. Ele foi o principal antagonista no final da quarta temporada. Ele é baseado no personagem do mesmo nome da série animada especial de My Little Pony, Rescue at Midnight Castle de 1984. Mil anos atrás, Tirek e seu irmão gárgula Scorpan vieram para Equestria de "uma terra distante" para roubar sua magia. Mas Scorpan passou a apreciar os modos de Equestria e até tornou-se amigo de Star Swirl, o Barbudo. Ele implorou a Tirek para abandonar seu plano, mas ele recusou, então Scorpan alertou a Princesa Celestia e a Princesa Luna sobre as intenções de Tirek. Scorpan voltou para sua terra natal e Tirek foi preso no Tártaro por seus crimes. Tirek aparece pela primeira vez no final de duas partes da quarta temporada, "O Reino de Twilight", onde ele escapa do Tártaro e manipula Discórdia para ajudá-lo a roubar a magia de todos os pôneis em Equestria. Twilight e seus amigos eventualmente o derrotam e o aprisionam novamente com "Rainbow Power", uma poderosa magia adquirida da Árvore da Harmonia. Ele também aparece no final de duas partes da oitava temporada, "Escola Arrasada", onde ajuda Cozy Glow com seu plano para drenar Equestria de sua magia. O plano falha, e Cosy é trancado no Tártaro com ele. Na estréia de duas partes da nona temporada, "O Começo do Fim", Tirek e Cozy são mais tarde libertados por Grogar para se juntarem a sua equipe de vilões. Depois de recuperar o Sino Encantador de Grogar, Tirek, Chrysalis e Cozy decidem trabalhar juntos para trair Grogar e tomar Equestria para si. No final da temporada em duas partes, "O Fim do Fim", eles usam a magia do Sino Encantador para se tornarem todo-poderosos e assumir o controle de Equestria fazendo com que as três corridas de pôneis se voltem uma contra a outra, mas acabam sendo derrotados por Twilight, seus amigos e seus aliados, e se transformou em pedra como punição por seus crimes.
O designer de personagens Phil Caesar se esforçou para fazer Tirek parecer o mais intimidador possível, sem ser considerado "muito assustador" para o público mais jovem, dando-lhe elementos de design como uma parte superior do corpo preta para "suavizar a intensidade".[99]

#### Personagens da Terra dos Dragões
Os dragões são uma espécie de superpredadores geralmente descritos como criaturas nômades, egoístas e reclusas; seu nível de ganância determina seu tamanho físico, poder, expectativa de vida e território. Muitos dragões acumulam riqueza por meio do uso de força, ameaças ou coerção para intimidar ou dominar agressivamente outras "espécies menores". Devido à sua natureza egoísta, os dragões não têm nenhuma "fronteira ou governo" formal pelas definições tradicionais, funcionando como uma adocracia. De acordo com as leis e costumes dos dragões, o termo "Terras do Dragão" significa quando ou onde um dragão escolhe empoleirar seus filhotes ou acumular seus tesouros, determinando seus territórios soberanos por séculos. Sendo craterocráticos, no entanto, todos os dragões reconhecem (e aderem por medo) à arbitragem do Senhor Dragão–o único monarca das "Terras do Dragão", que é tradicionalmente o déspoto mais velho, forte e ganancioso. Begin descreve os designs de dragão usados na série como "tradicionais", enquanto descobre que seus "narizes exagerados e grandes cabeças apoiadas em pescoços excepcionalmente magros" evocam o humor da série.
- Garble (Voz original: Vincent Tong), é um dragão adolescente que lidera uma gangue de dragões valentões e um adversário de Spike.[102] Ele também é o irmão mais velho de Smolder, conforme revelado no nono episódio da nona temporada, "Doce e Ardente".
- Lorde Dragão Ember (Voz original: Ali Milner), é uma dragão e filha de Torch, é uma curiosidade entre os dragões: ela é a mais nova (e "menos gulosa") dragão a obter o título de lorde dragão que sucedeu seu pai. Ela aparece na sexta temporada de "Prova de Fogo", faz amizade com Spike para consegui o título. Na "Ameaça Tripla" faz amizade com Thorax, durante as boas-vindas dos dragões em Ponyville, realizada pelo Spike e Twilight.
- Torch (Voz original: Matt Cowlrick), é um dragão gigantesco e ex-lorde dragão, que foi destronado e é sucedido por sua filha, Ember, no episódio da sexta temporada "Prova de Fogo".

#### Personagens encontrados de origem não especificadas
- Grubber (Voz original: Michael Peña), é um ouriço atrapalhado e guloso que aparece em My Little Pony: O Filme. Ele é um servo do Rei Storm e companheiro de Tempest Shadow que a acompanha no filme em sua busca para capturar Twilight.
- Rei Storm (Voz original: Liev Schreiber), é um sátiro conquistador de terras que invade Equestria em My Little Pony: O Filme. Ele encarrega Tempest Shadow capturando as Princesas Celestia, Luna, Cadance e Twilight para usar sua mágica para capacitar seu Cajado de Sacanas em troca dele restaurar o chifre quebrado. Depois de absorver a magia das quatro princesas, o Rei Storm evoca um enorme tornado para destruir Canterlot e trai Tempest também. Ele é derrotado pelos esforços combinados das Mane Six e Tempest, e seu corpo é transformado em pedra e despedaçado.
- Tempest Shadow (Voz original: Emily Blunt), é tenente do Rei Storm em My Little Pony: O Filme. Tempest (nome real Fizzlepop Berrytwist), é uma unicórnio frio e cruel, com um olho direito marcado e um chifre quebrado–tendo o perdido para um ataque de Ursa Menor–que lidera a tomada de Canterlot pelo Rei Storm e captura as quatro princesas alicórnios para capacitar sua equipe com sua magia, com o promessa do Rei Storm usá-lo para restaurar seu chifre. No entanto, ela é traída e quase arrasada pelo tornado que ele cria, apenas para ser salva por Twilight Sparkle, inspirando Tempest a fazer amizade com Twilight e ajudando ela e suas amigas a derrotar o Rei Storm.

### Personagens históricos por região
Esses personagens viveram séculos no passado, no mínimo. Eles são freqüentemente mencionados postumamente para o contexto histórico da trama.

#### Árvore da Harmonia
A Árvore da Harmonia é uma entidade que protegeu Equestria por milhares de anos e criou os Elementos da Harmonia. Ele preserva o equilíbrio e a harmonia sem esforço consciente e raramente pode ser comunicado diretamente, embora frequentemente mostre indícios de ter vontade própria. No vigésimo segundo episódio da oitava temporada, "Por Baixo da Árvore", as raízes da Árvore se expandiram bem para fora da Floresta da Liberdade, e suas habilidades cresceram a ponto de serem capazes de projetar uma forma física de sua consciência.
No final de duas partes da sétima temporada, "Brincando con as Sombras", é revelado que a Árvore da Harmonia foi cultivada pelos Pilares da Antiga Equestria para proteger Equestria em sua ausência. Em "As 6 Malvadas", Chrysalis e os "clones do mal" encontram a Árvore da Harmonia, mas os Elementos destroem os clones quando tentam usá-los. No final de duas partes da oitava temporada, "School Raze", a magia da Árvore evita que Starlight, os Young Six e a magia de Equestria sejam sugados para o vórtice de Cozy Glow.
No final de duas partes da nona temporada, "O Começo do Fim", Rei Sombra destrói a Árvore da Harmonia, e os Elementos da Harmonia quebram junto com ela. No terceiro episódio da temporada, "Desenraizados", os Young Six são chamados pela Árvore ao local onde foi destruída. Depois de discutir sobre como memorizá-la, eles usam os pedaços quebrados da Árvore para construir uma pequena casa na árvore, e a magia da Árvore a transforma em uma grande casa na árvore no centro das ruínas do Castelo das Duas Irmãs.

#### Fundadores de Equestria
- Princesa Platinum é uma filha do Rei Unicórnio e líder assistente dos unicórnios. Interpretado por Rarity no concurso de Véspera da Lareira Calorosa.
- Clover, o Sábio é o protegido de Star Swirl, o Barbudo e assistente da Princesa Platinum. Interpretado por Twilight Sparkle no concurso de Véspera da Lareira Calorosa.
- Chanceler Puddinghead é a líder dos pôneis da terra, apesar de fazer coisas bobas. Interpretado por Pinkie Pie no concurso de Véspera da Lareira Calorosa.
- Smart Cookie é uma secretário do Chanceler Puddinghead. Interpretado por Applejack no concurso de Véspera da Lareira Calorosa.
- Comandante Hurricane é o líder dos pégasos. Interpretado por Rainbow Dash no concurso de Véspera da Lareira Calorosa.
- Private Pansy é uma subordinada do Comandante Hurricane. Interpretado por Fluttershy no concurso de Véspera da Lareira Calorosa.

#### Pilares da Antiga Equestria
Os Pilares da Antiga Equestria são seis pôneis lendários responsáveis por criar os Elementos da Harmonia. Eles desempenharam papéis de importância significativa na história e no folclore de Equestria. Os Pilares são retratados no final da sétima temporada "Brincando com as Sombras" e na série de quadrinhos Legends of Magic. Os Pilares são trazidos para a era atual depois que as Mane Six os libertaram de uma prisão milenar no limbo ao lado do Pônei das Sombras, formando uma aliança tensa com eles para derrotar e finalmente reacender a amizade dos Pilares com o vilão. Tal como acontece com as Mane Six, cada Pilar representa um dos seis Elementos da Harmonia - Força (Rockhoof), Cura (Mage Meadowbrook), Esperança (Somnambula), Beleza (Mistmane), Bravura (Flash Magnus) e Encantamento (Star Swirl, o Barbudo).
- Star Swirl, o Barbudo (Voz original: Christopher Britton), é um unicórnio líder dos Pilares e uma figura histórica da série, originalmente é imaginado como um personagem de assistência arquetípico com uma barba proeminente, semelhante a Merlin, ele foi considerado por Celestia como o "pônei mais sábio e poderoso; uma maravilha que rivalizava com um alicórnio".[104] Detalhado na série e vários meios de ligação, ele é um polímata brilhante: com uma vida de mais de mil anos, ele tinha amplo conhecimento de todas as criaturas, lendas, artefatos e cada feitiço conhecido. A maior contribuição inteligente foi em seu serviço a Celestia e Luna–como seu mentor, figura paterna e conselheiro real.[24] O livro de espetáculos do Star Swirl é uma figura-chave no episódio "A Cura do Mistério Mágico", onde Twilight é dirigido pela Princesa Celestia para terminar a "obra-prima inacabada escrito" de Star Swirl, resultando em sua ascensão como uma princesa alicórnio de Equestria.
- Rockhoof (Voz original: Matt Cowlrick), é um pônei terrestre cuja roupa é inspirada na cultura celta e fala em um sotaque gaélico escocês; sua primeira aparição no episódio da sétima temporada "Contos de Acampamento". Quando cada guarda abandonou sua espécie e fugiu em pânico para escapar de um vulcão em erupção; Rockhoof não se mexeu. Pás do artefato no casco, ele ficou e lutou para proteger, emprestou sua força para fazer uma barragem contra a lava. Rápido e poderoso, muitas vidas foram salvas–assim, Rockhoof teve sucesso em se tornar o herói inabalável pelo qual é conhecido.
- Mistmane (Voz original: Ellen-Ray Hennessy), é uma pônei unicórnio que tem roupas inspiradas na cultura japonesa. Ela faz sua primeira aparição física em My Little Pony: Legends of Magic Edição #3. Mistmane era gentil e generosa como um anjo: ela era graciosa, magnífica e amada por todos. Uma imperatriz feia, dominada pelo ciúme, roubou a força vital da terra para alcançar a juventude eterna e permitiu que a natureza morresse. Quando Mistmane viu o lamentável estado de decadência da terra, ela lutou e derrotou a imperatriz, sacrificando sua beleza para restaurar a natureza ao seu equilíbrio adequado por meio de seu artefato de flores.
- Flash Magnus (Voz original: Giles Panton), é um pônei pégaso que usa uma armadura inspirada em legionários romanos; ele faz sua primeira aparição em My Little Pony: Legends of Magic Edição #4 e sua primeira aparição na série no episódio da sétima temporada "Contos de Acampamento". Graças ao seu espírito fortuito, Magnus salvou membros de seu pelotão de um bando de dragões; sabendo que os reforços nunca chegariam a tempo, Magnus, usando seu artefato de escudo, corajosamente os conduziu a uma armadilha de nuvens de tempestade, derrotando-os assim.
- Somnambula (/sɒmˈnæmbjuːlə/, sahm-NAM-byoo-luh), (Voz original: Murry Peeters), é uma pégaso que usa roupas de inspiração egípcia antiga. Ela é mencionada pela primeira vez na sexta temporada "A Cristralização/O Cristalismo - Parte 2"; ela faz sua primeira aparição nos quadrinhos da IDW Comic My Little Pony: Legends of Magic Edição #5 e sua primeira aparição na série no episódio da sétima temporada "O Fim da Daring Do?". Corajosa e orgulhosa, Somnambula foi o único que ousou encontrar a esfinge, que sequestrou seu príncipe. Para sua libertação, a esfinge deu a ela um enigma para resolver: ela encontrou a resposta, o que enfureceu a besta. Temendo pela vida de seu príncipe, Somnambula pediu outro desafio: com os membros amarrados, cega por seu próprio artefato vendado, ela teve que cruzar uma ponte perigosa. No entanto, ela sorriu, pois se lembrou do enigma e de sua resposta, e resgatou com sucesso seu príncipe.
- Mage Meadowbrook (Voz original: Mariee Devereux), é uma pônei terrestre que usa roupas inspiradas na África Ocidental e uma máscara de peste. Ela é mencionada pela primeira vez em "O Mapa da Cutie Mark - Parte 1" da quinta temporada; ela faz sua primeira aparição física em My Little Pony: Friendship is Magic Edição #58 e sua primeira aparição na série no episódio da sétima temporada "Uma Informação Saudável". Considerada a maior médica que já existiu, Meadowbrook usou seu conhecimento e habilidades para o bem maior: ela curou inúmeras doenças e criou muitos antídotos, vacinas e poções. Meadowbrook é mais lembrado por ter descoberto uma maneira de curar uma pandemia mortal; lendas afirmam que seu artefato de máscara de peste xamânica foi a razão de seus milagres.
- Stygian (Voz original: Bill Newton), foi mencionado primeiro no terceiro episódio da quarta temporada, O Castelo, como assunto de uma história de fantasmas, o Pônei das Sombras serve como o principal antagonista do episódio de duas partes, Brincando com as Sombras, na estreia da sétima temporada. Ele é o alter-ego de Stygian, um unicórnio ressentido que é confundido com um traidor e evitado por seus aliados, os Pilares da Antiga Equestria, e ligado a uma entidade malévola que assume a forma de um monstro sombrio e alicórnio. Ele é libertado inavertidamente ao lado dos Pilares, pela Twilight e suas amigas, frustrando o esforço do herói milenar para contê-lo no limbo, um lugar entre mundos sem tempo. A inocência de Stygian é eventualmente reconhecida pelos Pilares, que trabalham ao lado da Twilight e suas amigas para separá-lo da criatura sombria, que é devolvido ao limbo em seu lugar. Stygian atualmente escreve livros, mencionado nos episódios "Universidade da Amizade" e "Rockhoof e Um Lugar Difícil".

#### Personagens históricos de origem não especificada
- Grogar (Voz original: Doc Harris), um feiticeiro carneiro malvado baseado no personagem com o mesmo nome do episódio de quatro partes "O Retorno de Tambelon", de My Little Pony'n Friends. Ele foi mencionado pela primeira vez em "Um Turbilhão de Emoções" antes de fazer sua primeira aparição física em "O Começo do Fim", onde ele forma uma aliança de vilões, composta pela Rainha Chrysalis, Lorde Tirek e Cozy Glow, para derrotar as Mane Six e dominar Equestria. Em "O Fim do Fim", Grogar é revelado ter sido Discórdia disfarçado o tempo todo, tentando criar o maior desafio para Twilight e suas amigas prevalecerem e aumentar sua confiança. O verdadeiro Grogar, conhecido como o "Pai dos Monstros", governou Equestria como seu primeiro imperador antes de ser derrotado e banido por Gusty, o Grande.
- Gusty, o Grande, é uma figura histórica lendária que baniu Grogar, "Pai dos Monstros". Descrita pela primeira vez no flashback de Celestia em My Little Pony Micro-Series Edição #8, ela também é mencionada em "Um Turbilhão de Emoções", "O Começo do Fim" e "Aminimigos".